# Iglesia de Nuestra Señora del Castillo (Macotera)
La iglesia parroquial de Nuestra Señora del Castillo es una iglesia católica de la localidad española de Macotera (en la provincia de Salamanca). Data de finales del siglo XV, como lo atestiguan los escudos de armas que campean en diversas partes del edificio, pertenecientes al segundo duque de Alba y a su esposa. La construcción es de estilo hispano flamenco, pero la torre es anterior (seguramente del siglo XIII) y la sacristía es un añadido posterior (del siglo XVIII). De ella destacan, además de los diferentes retablos, el artesonado mudéjar que cubre la nave central y la estructura de madera del coro (en la que se entremezcla el estilo mudéjar y el renacentista).
El archivo de fábrica de la iglesia solo recoge notas desde el año 1550 (a pesar de que se conservan actas de bautismo desde 1500), por lo que no se guardan los apuntes relativos a la construcción del edificio, que recogerían los libros anteriores. El aforo del templo en bancos supera las 500 localidades. Hasta hace pocas décadas la iglesia se encontraba al norte de la población, si bien, en la actualidad se halla en el centro neurálgico de la misma, integrada en su propia plaza Mayor. Fue declarada Bien de Interés Cultural por real decreto, el año 1982.
En cuanto a su patronazgo, ya en 1535 se cita a esta iglesia como de Nuestra Señora del Castillo. Pedro Bueno, redactor de la publicación ya referenciada, señala, en una de sus notas a pie de página, que tal advocación proviene de la existencia anterior del torreón, que seguramente formaba parte de la red de fortalezas que había a lo largo de la frontera entre los antiguos reinos de Castilla y León. Además señala la posibilidad, no probada, de que tal construcción se realizase como consecuencia de la ayuda de los macoteranos al duque de Alba durante la conquista de Granada (prueba de ello, según el autor, serían las granadas labradas que pueblan el edificio, aunque otros creen que no es más que un motivo decorativo propio de este estilo arquitectónico).

## Historia
Las obras de construcción de esta iglesia, realizadas a finales del siglo XV, fueron costeadas por el segundo duque de Alba, Fadrique Álvarez de Toledo y Enríquez, y su esposa, Isabel de Zúñiga y Pimentel, hija del duque de Béjar. Por entonces Macotera formaba parte del señorío de Alba, ya que no será hasta 1834 cuando se ligue a la comarca de Peñaranda, como consecuencia de la división realizada en partidos judiciales. 
Se debió comenzar su construcción hacia 1475, habiéndose ya terminado en 1508. La inauguración fue presidida por el obispo, hubo misas cantadas y predicaciones y, como en las grandes celebraciones, toros.
Ya en 1563 un visitador del obispo de Salamanca señala que en este pueblo los días de Nuestra Señora de la Visitación se corría un toro, y se dejaba abierta la puerta de la iglesia, acudiendo allí el gentío a resguardarse, e incluso dejaban sacar los bancos de la iglesia. Así, el visitador ordena al sacristán que cierre la iglesia durante este acto, y no la abra aunque se lo manden los regidores y curas del lugar y no saque bancos. Todo ello bajo pena de excomunión mayor y multa, además de resarcir los daños que se pudieren ocasionar.
En el año 1610, el Libro de los lugares y aldeas de la provincia de Salamanca describe de esta manera el edificio:

Macotera. Este lugar está de Salamanca siete leguas y tiene más de doscientos vezinos, tiene una iglesia parrochial de Santa María del Castillo, muy graciosa y de muy buena traça, con dos arcos prolongados sin postes, con los quales se hazen tres naves muy buenas, tiene su capilla mayor de vóveda muy buena, dentro de ella, a un lado, la sacristía, que mandé enladrillar, tiene muy buenos ornamentos y su plata y manga rica, su altar mayor con su buen retablo de vulto y pincel, tiene otros dos altares coraterales, muy graciosos, el uno de Nuestra Señora de los Rosarios con sus misterios y otro de pincel y con algunas figuras de talla, Sant Sebastián y Sant Fabián y otros, tiene muy buena tribuna, tiene muy buenos ornamentos, digo, órganos, su torre de campanas y su relox, todo muy bien tratado; el edificio de la iglesia muy fuerte y muy de provecho. (...)

El escritor Diego de Torres Villarroel gozó, en virtud a la amistad que le unía con María Teresa Álvarez de Toledo y Haro (XI duquesa de Alba), de la sacristanía de esta iglesia. En su libro Vida y ascendencia de don Diego de Torres decía literalmente:

Estoy regularmente risueño, y me ayudan a llevar la salud y la alegría dos mil ducados de renta, que cobro en cinco posesiones felizmente seguras, que las quiero repetir porque resuenen las continuaciones de mi agradecimiento y veneración. La primera está situada en la Sacristía de Macotera, cuya dádiva debí a la piedad de la excelentísima señora duquesa de Alba, mi señora; la segunda, en un beneficio simple en la Puente del Congosto, cuya presentación me concedió el excelentísimo señor duque de Huéscar, su hijo y mi señor; la tercera, en otra sacristía, que me coló en Estepona el eminentísimo señor cardenal de Molina; y las dos que faltan, en dos administraciones de los estados que tienen en esta tierra el excelentísimo señor conde de Miranda y duque de Peñaranda, y señor marqués de Coquilla, conde de Gramedo; y, de añadidura, mi cátedra y otros cortezones y migajas que me acarrean mis calendarios y mis prosas (…)

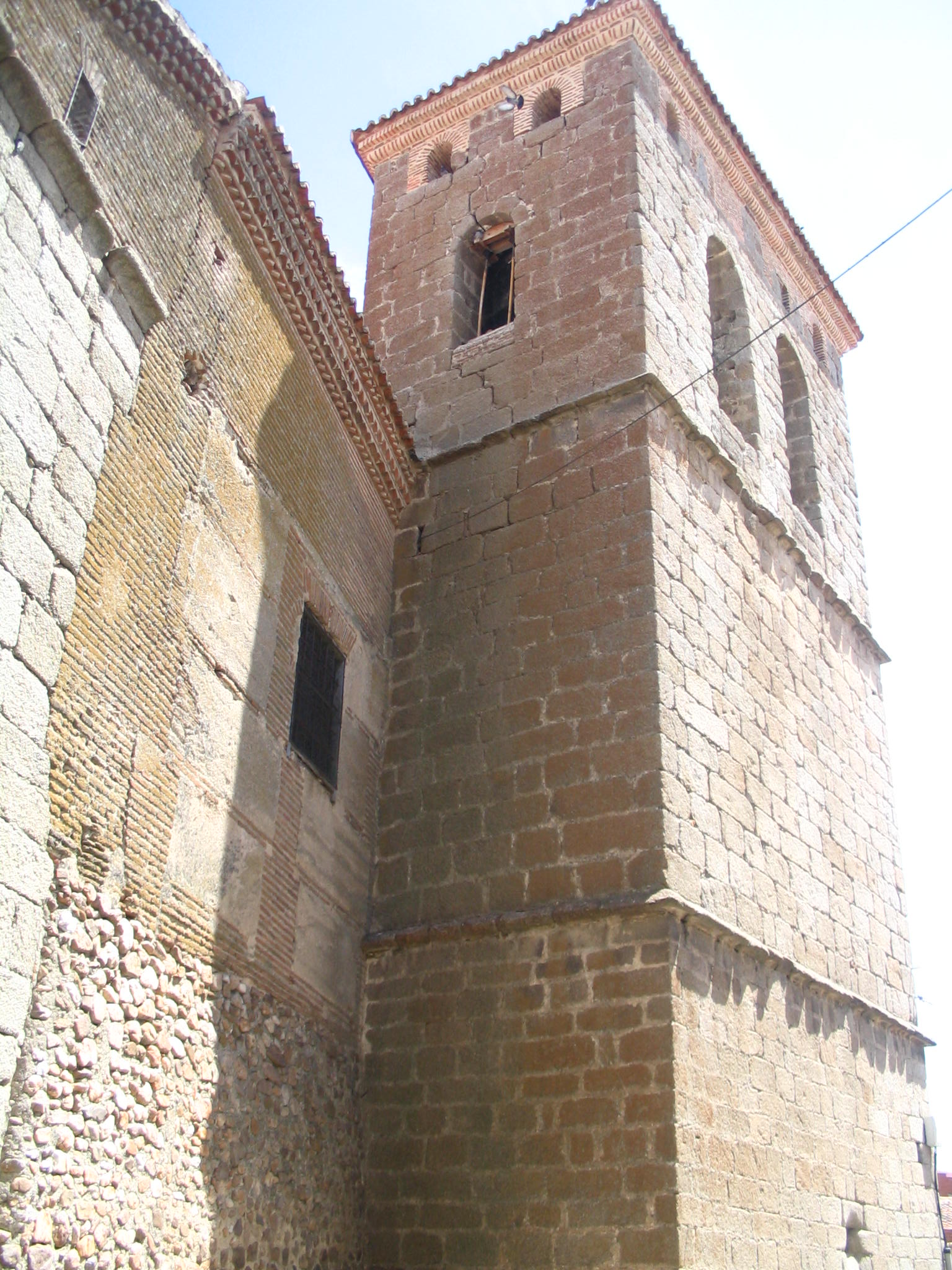
Refuerzo de los cimientos de la torre a la retirada de los franceses

Durante la ocupación francesa, la torre volvió a recobrar su función defensiva (1809-1812), los invasores llegaron a bombardear la iglesia. En la torre se colocaron vigías y el edificio fue convertido en cuartel de una escuadra del ejército francés. Abrieron un foso alrededor de la iglesia y una puerta en la sacristía, y obligaron al pueblo a atender las necesidades de los soldados. A la retirada de las tropas, hubo que reforzar la torre (como aún se puede observar) con ladrillos y piedras, como consecuencia de la humedad proveniente del agua acumulada en el foso abierto.

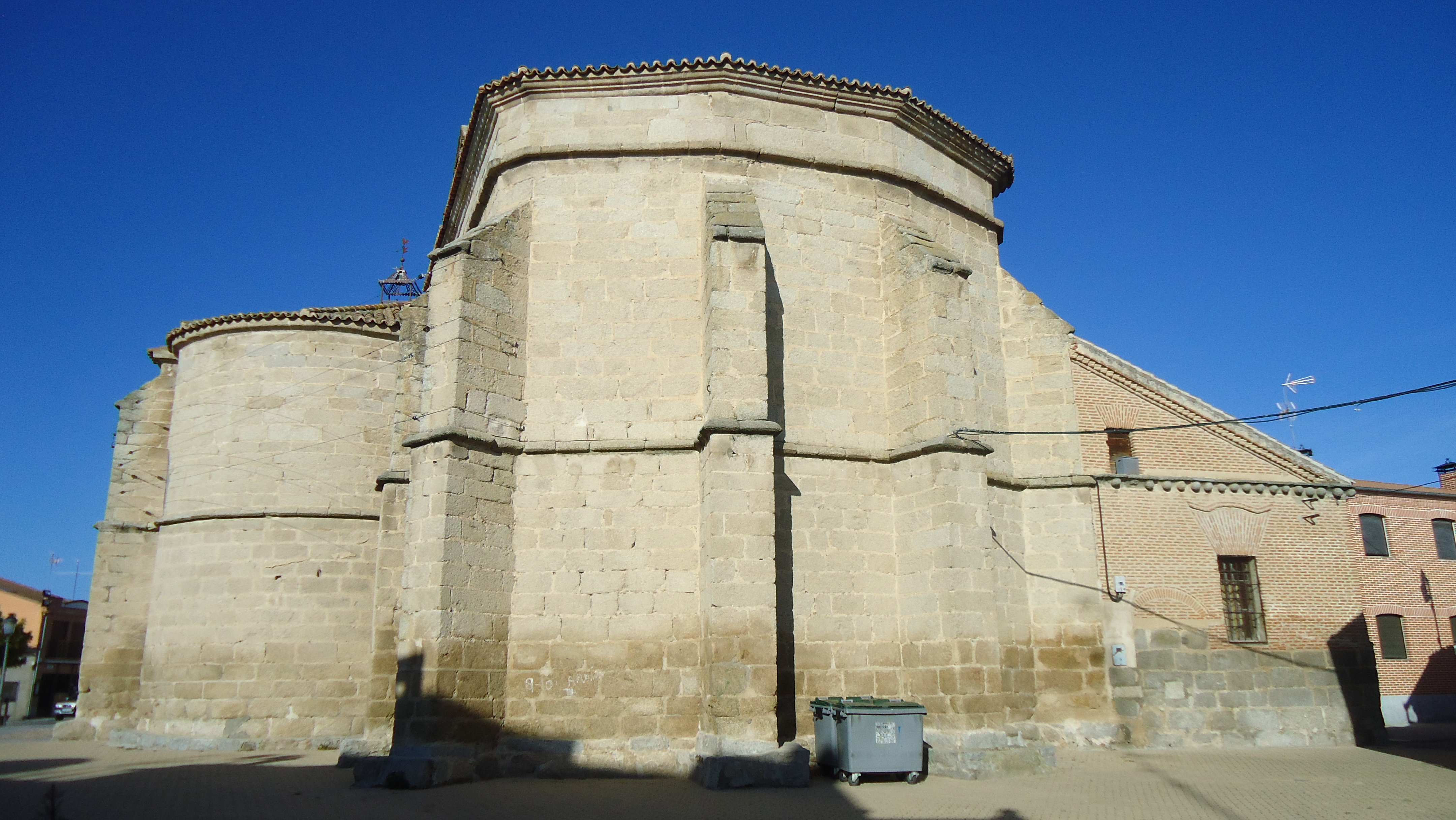
Ábside de la iglesia. A la derecha, de ladrillo, la sacristía

## Estructura

### Exterior
El exterior de la iglesia es de sillería granítica por completo (a excepción de posteriores adiciones) con contrafuertes en su ábside. La uniformidad de la construcción solo se ve interrumpida por las dos portadas de estilo hispano flamenco.
Las ventanas abiertas para dar luz al templo son alargadas y estrechas, habiendo dos vanos en cada una de las dos paredes (norte y sur), a cada uno de los lados de las puertas. Por su parte, hay una ventana en cada una de las capillas existentes (siendo más grande la de la capilla mayor, tapada por una vidriera en la que se representa a la Virgen del Castillo) y otra más en cada uno de los tres tramos de la parte alta de la tribuna. La ventana que ilumina el lado izquierdo es pequeña y está abierta en la pared oeste del edificio; la que ilumina la parte central está abierta en la misma pared, es más grande y está cubierta por una vidriera que representa a la Virgen del Castillo. Por último, el vano que ilumina la parte derecha alta de la tribuna toma luz de la plaza.
La iglesia se construyó a los pies de lo que hoy es el campanario, y que no es más que una torre-atalaya de las que se construyeron en la frontera de los reinos de León y Castilla.

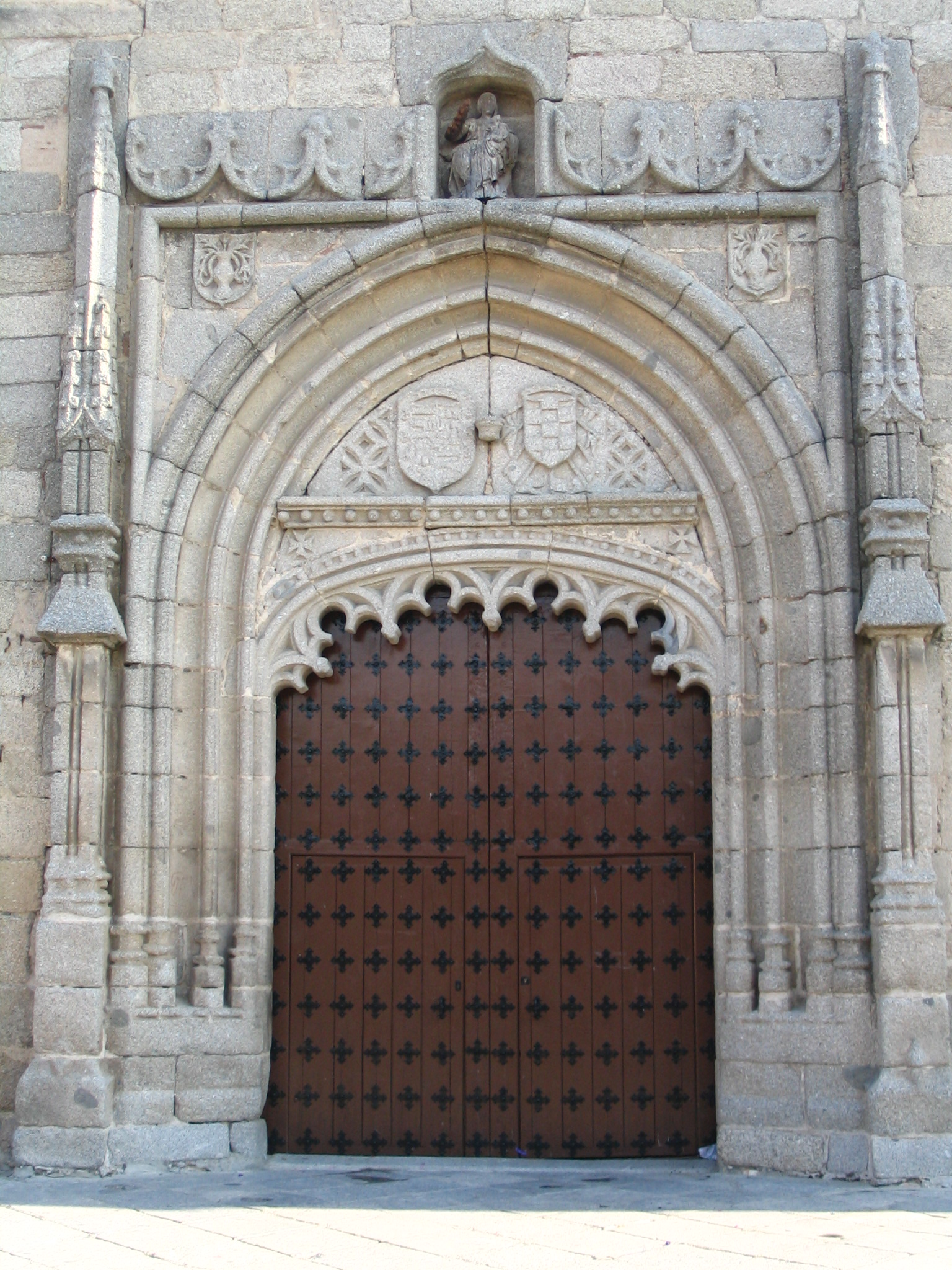
Portada principal

#### Portada principal, sur
Es de estilo hispano flamenco y básicamente igual a la de la colegiata de San Martín de Bonilla de la Sierra (en Ávila).
El arco de la puerta es escarzano, por encima se repiten las típicas bolas hispano flamencas, y por debajo hay una especie de colgaduras. En el tímpano campean los escudos de los benefactores del templo, y a su lado hay labradas dos cruces patadas (símbolo de la Orden de Malta a la que pertenecía el duque de Alba). Todo ello está enmarcado por un arco ojival formado por varias arquivoltas. La última forma un alfiz, por debajo del cual hay dos jarrones con flores (señal de que el templo es dedicado a la Virgen). Por encima, remata en una crestería, en cuyo centro se abre una hornacina que alberga desde 2015 una imagen de piedra de la Virgen del Castillo (hasta entonces esta imagen era de madera). El total de la portada está enmarcado por dos pilares que rematan en pináculos.

La puerta, que está adornada con clavos, y su cancel son del siglo XVIII. En el interior de la iglesia, a cada lado del cancel, hay una pila de agua bendita hechas en piedra granítica. 

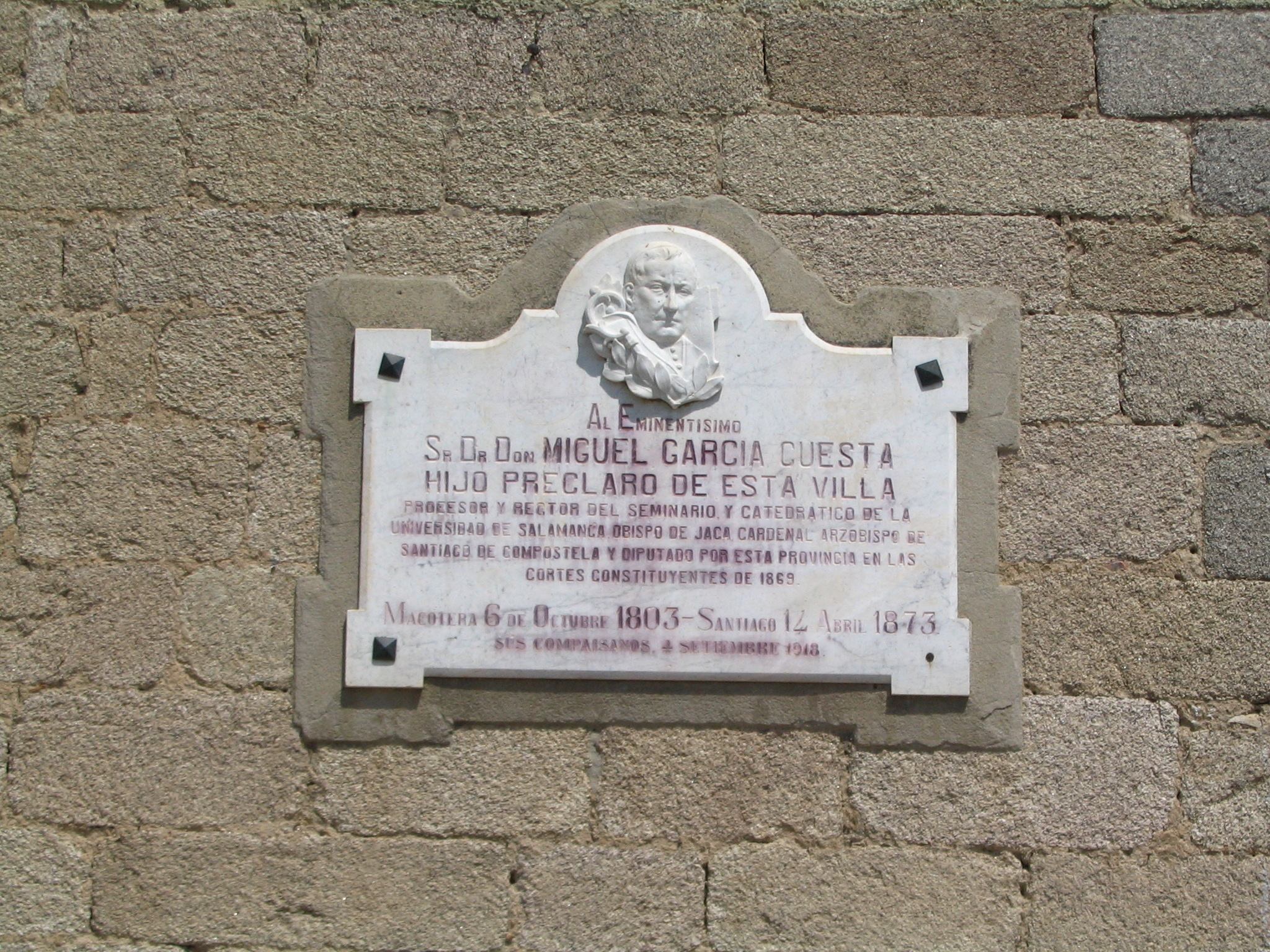
Placa al Cardenal Cuesta

A ambos lados de esta puerta principal, incrustadas en la pared, hay dos placas de mármol:
- La placa a la izquierda de esta puerta está dedicada al cardenal y arzobispo de Santiago de Compostela, Miguel García Cuesta, oriundo de Macotera. Bajo un relieve, en el que se representa el busto del Cardenal, se lee la siguiente inscripción: Al Eminentísimo Sr. Dr. Don Miguel García Cuesta, hijo preclaro de esta villa, profesor y rector del Seminario y catedrático de la Universidad de Salamanca, Obispo de Jaca, Cardenal Arzobispo de Santiago de Compostela y Diputado por esta provincia en las Cortes Constituyentes de 1869. Macotera, 6 de octubre de 1803-Santiago, 14 de abril de 1873. Sus compaisanos, 4 de septiembre de 1918. Esta placa fue esculpida por el escultor Josep Maria Bayarri.
- Al lado derecho de la misma puerta hay otra placa que dice literalmente: Macotera a la Santísima Virgen en el primer centenario de la Definición Dogmática de su Inmaculada Concepción, 8.12.1954, Año mariano.Portada norte

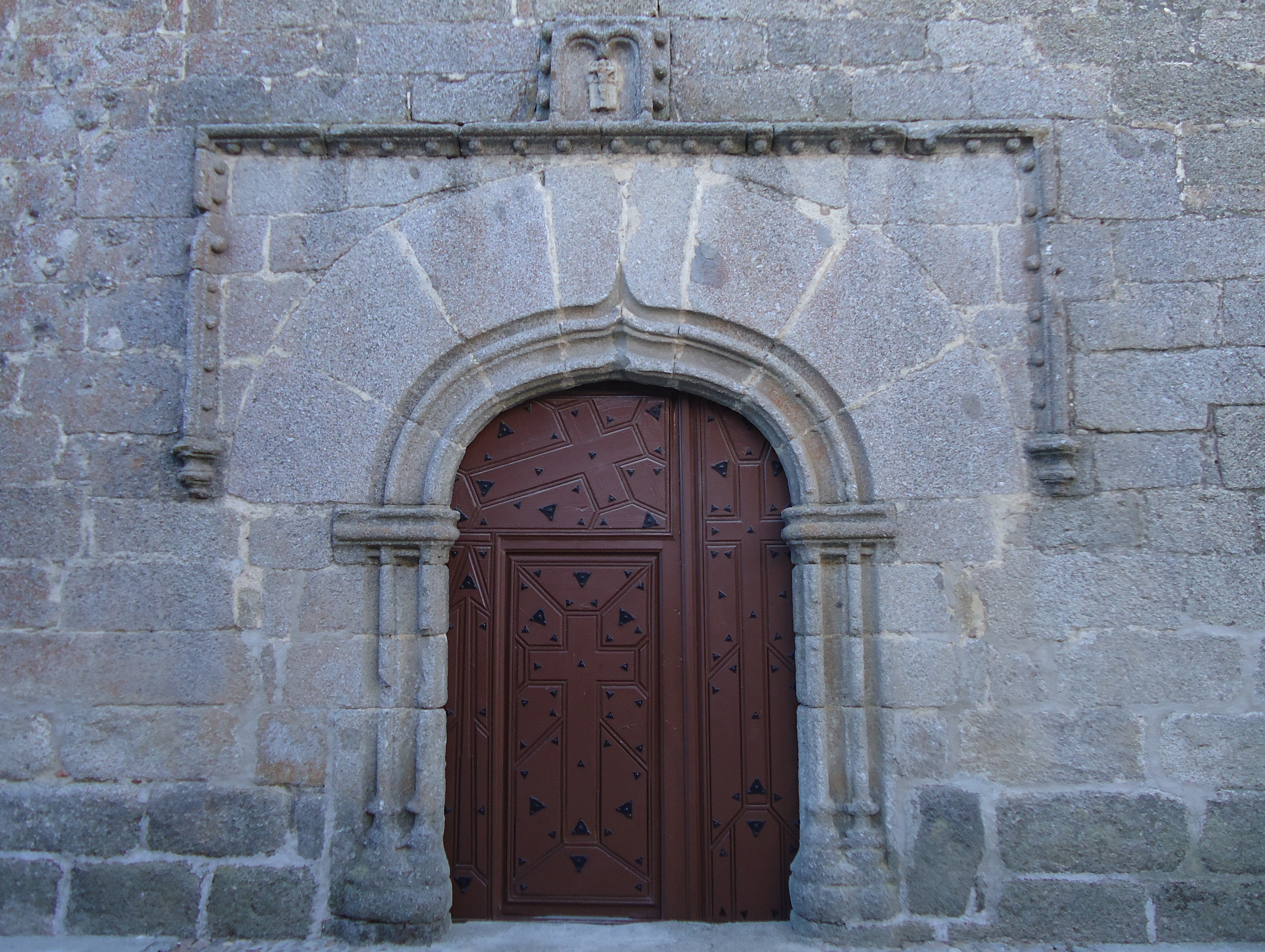
Portada norte

#### Portada norte
Es más pequeña y sencilla que la portada principal. Del mismo estilo hispano flamenco, en ella se repite la decoración con bolas. En este caso el arco de la puerta es conopial con dos arquivoltas apoyadas en columnas. Por encima hay un nuevo arco de medio punto formado por grandes dovelas y enmarcado todo él por un alfiz, en el que están labradas las bolas típicas. En la parte más alta se abre una pequeña hornacina, donde apenas hoy se distingue un Crucifijo.
La puerta en este caso es moderna, de mitad del siglo pasado, mientras que el cancel es más antiguo (data del último cuarto del siglo XVIII). En el interior, a la izquierda del cancel hay una pila de agua bendita

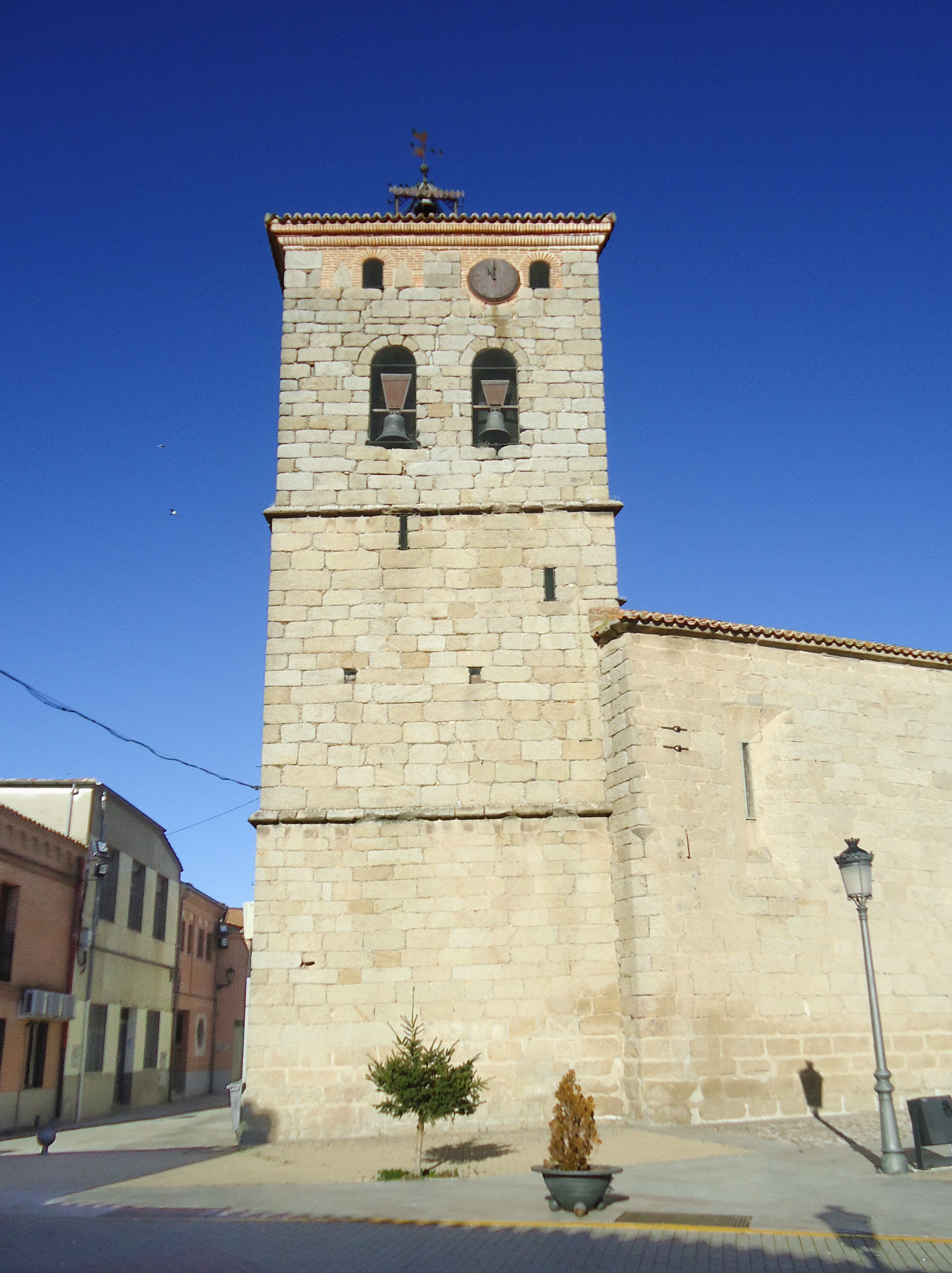
Torre de la iglesia

#### Torre
De planta trapezoidal, se trata de una torre-atalaya que, con toda seguridad, se erigió con fines defensivos, antes de que los reinos de León y Castilla fueran definitivamente unificados bajo el mando del rey Fernando III el Santo en el año 1230. Indudablemente se trata de un torreón defensivo ya que de los tres cuerpos en que se divide, solo hay huecos en el superior, aunque en el cuerpo del medio hay alguna aspillera. Remata la torre en almenas, que en la actualidad están cegadas con ladrillo y cubiertas por un tejado.

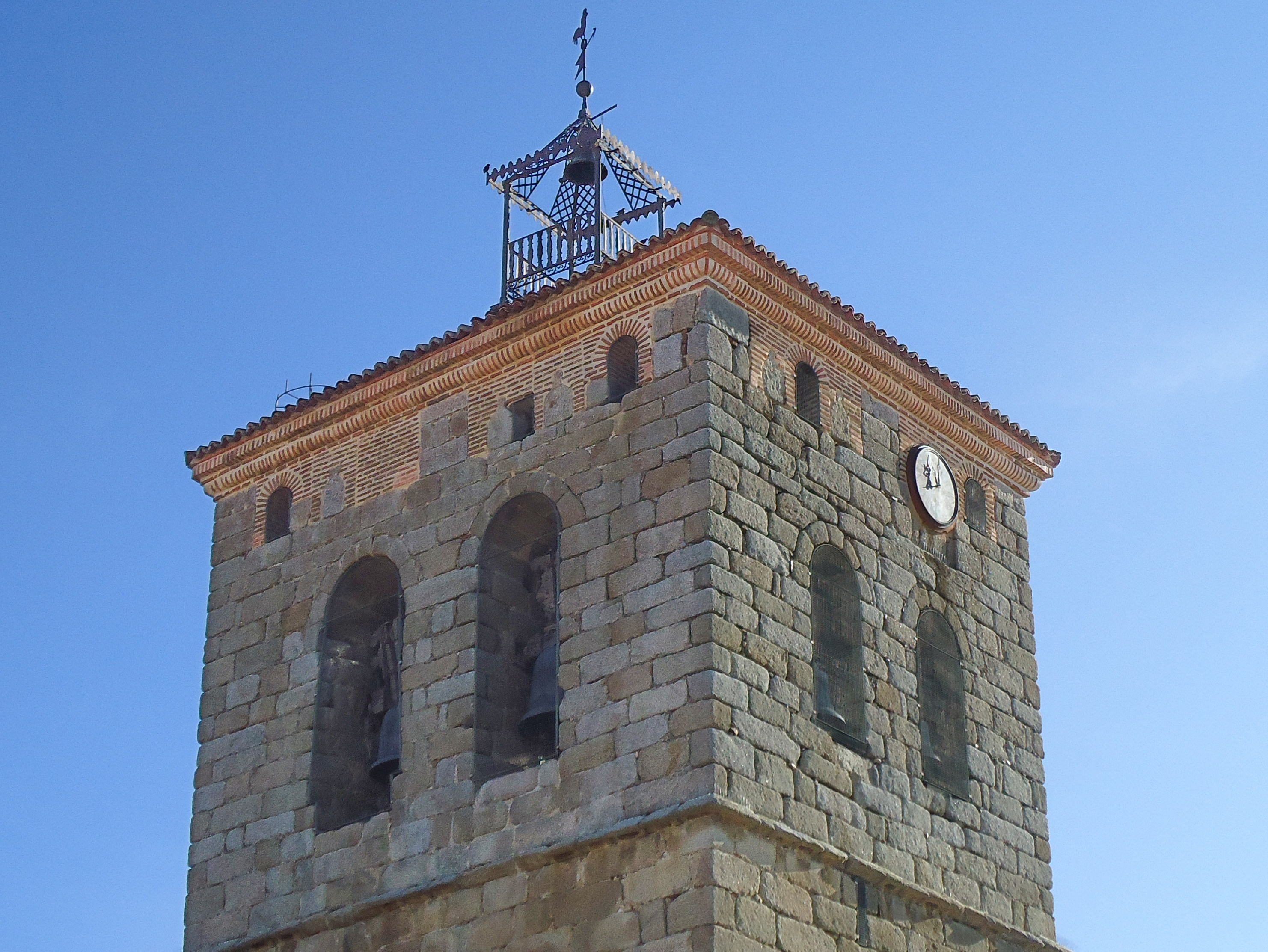
Cuerpo de campanas en la torre

Esta torre estuvo en peligro de ruina en el siglo XIX tras la huida de las tropas francesas de esta tierra. Estos abrieron un foso alrededor de la iglesia, lo que hizo que hubiera que reforzar sus cimientos (sobre todo los de la torre) con piedras y ladrillos (el arreglo aún se puede observar a los pies de la iglesia).
Actualmente se utiliza como campanario, así son visibles cuatro enormes campanas en la cara sur y oeste, y otras dos más pequeñas (llamadas Pascualejas) en la pared este (también hay una pequeña campana en una espadaña de ladrillo erigida encima de la capilla mayor).
En ella todavía se encuentra el reloj que se instaló a finales del siglo XIX y es propiedad del Ayuntamiento de la villa, quien lo costeó. En la actualidad está en desuso. En lo más alto de la torre hay una estructura metálica en la que se halla la campana del antiguo reloj, y que es coronada por una veleta con el típico gallo.

### Interior
Consta esta iglesia de tres naves, divididas por dos enormes arcos escarzanos desiguales (el derecho mide 21,35 metros; el izquierdo, más corto, mide 20,5 metros), que se apoyan en pilastras, y que hacen que no sea necesario el uso de columnas. Estos arcos están adornados con un total de 261 bolas hispano flamencas. Se trata, por tanto, de una iglesia de planta de salón (Hallenkirche), caracterizada por la existencia de tres naves sin crucero.

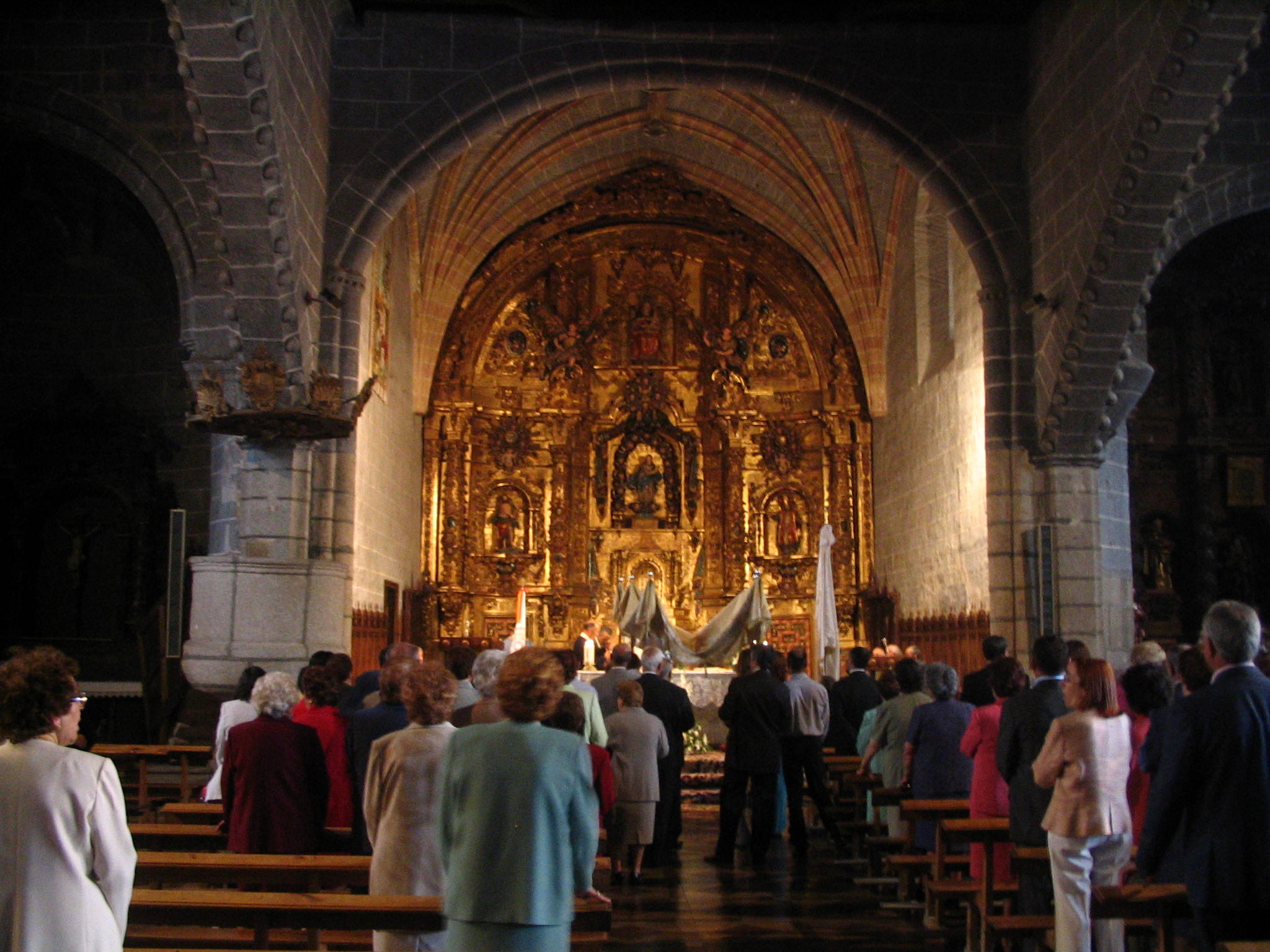
Interior, tras la procesión del Corpus

La nave central es más ancha que las laterales, y, a su vez, la nave lateral de la epístola (la del retablo del Rosario) es más ancha que la nave lateral izquierda (la del retablo del Cristo). Por su parte, igualmente, la nave del evangelio es la más corta (21,80 metros desde el arco de su capilla), siendo algo mayor la nave de la epístola (26,35 metros) y la más larga, la central (26,40 metros).
El suelo de la iglesia se utilizó, desde tiempo inmemorial y hasta principios del siglo XIX, como cementerio. Debajo del terrazo, que hoy cubre el suelo de la iglesia, se conservan las losas de pizarra, bordeadas por unas listas de granito, que sirven de límite a estas fosas. Una vez el cuerpo del enterrado se corrompía, los huesos que quedaban eran trasladados a una pequeña habitación (hoy desaparecida) construida en la plaza mayor, en el rincón que hace la capilla del Rosario con la mayor.
El púlpito se encuentra en la pilastra sobre la que se apoya el arco escarzano que divide la nave central de la nave del evangelio. Su sombrero es de madera policromada y se hizo en el año 1751.

#### Nave central yartesonadomudéjar
El acceso a la capilla mayor se da también mediante un arco escarzano. Se trata de una capilla ochavada, bastante profunda y que recibe luz de un gran ventanal abierto en su pared derecha. Esta cristalera se agrandó en el siglo XVIII y es de suponer que el hueco original sería parecido a los existentes en el resto de la construcción. La razón de esta modificación la podemos buscar en que por aquel tiempo se construyó la sacristía, cegando el vano abierto en la pared izquierda.

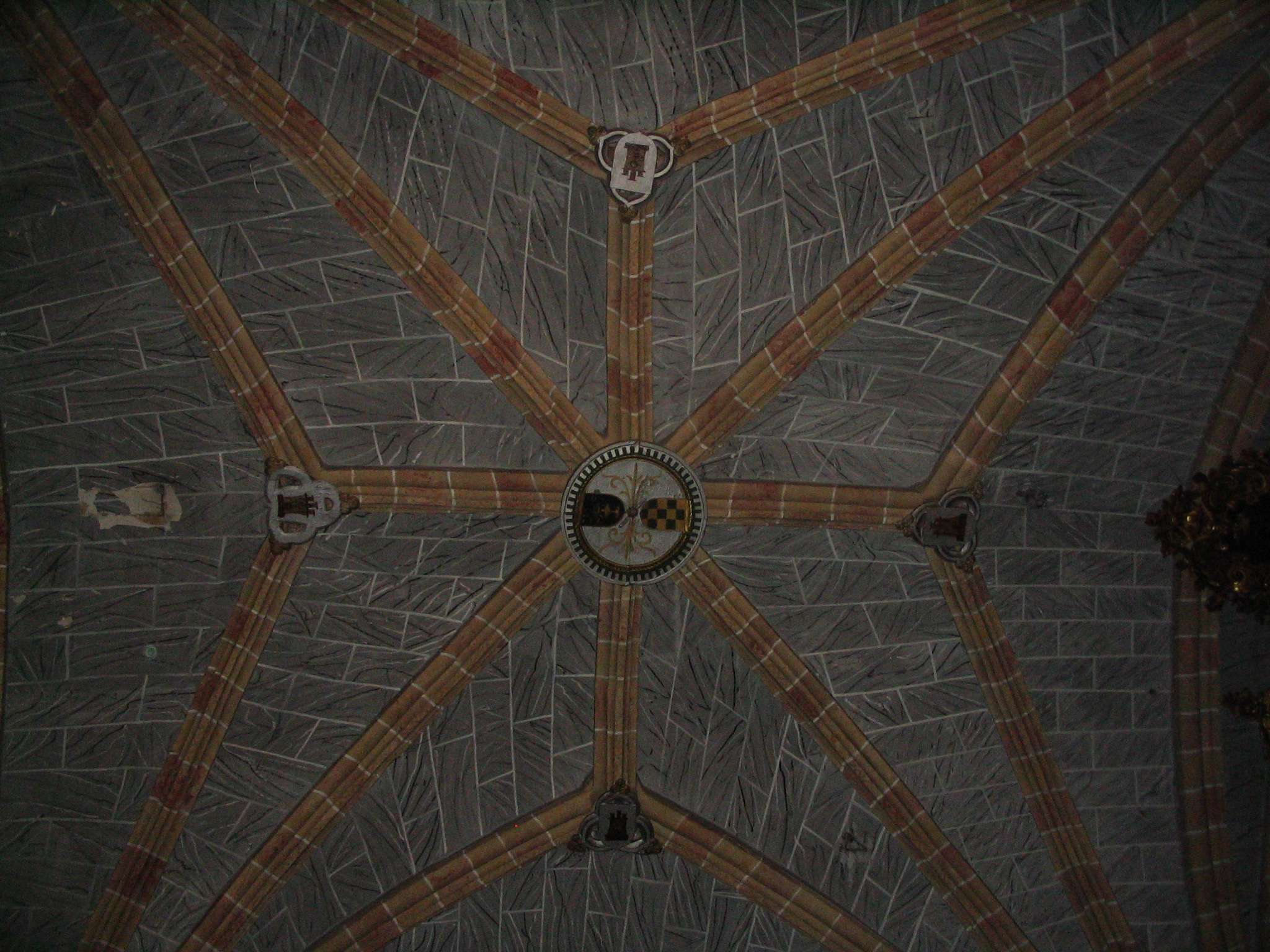
Bóveda de la capilla mayor, escudo del duque de Alba

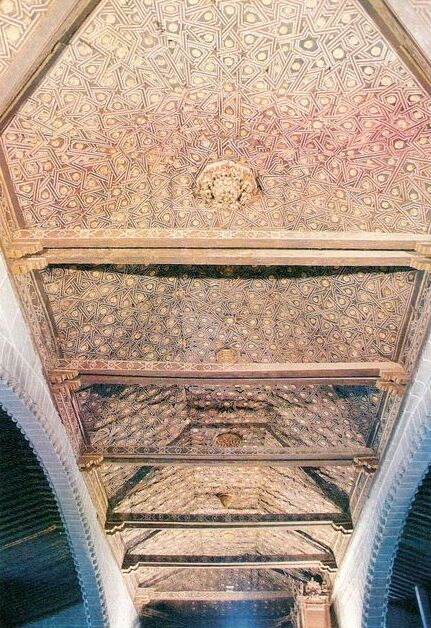
Artesonado mudéjar

El techo del tramo recto de esta capilla está cubierto por una bóveda de crucería. En las claves de la misma, se encuentran el escudo del benefactor de la iglesia (el duque de Alba) y cuatro castillos. Existe tras el retablo otra bóveda de crucería que cierra la capilla y que está cubierta en su mayor parte por el retablo mayor. La sillería existente a cada uno de los lados de la capilla mayor, es moderna y fue tallada por ebanistas macoteranos en los años 50 del siglo XX. La estructura de la capilla mayor fue profundamente reformada en los años 60 del siglo pasado: se amplió así el presbiterio, que antes estaba cerrado con una verja, y se construyó un nuevo altar de granito y dos nuevos ambones.
El resto de la nave central está cubierto por un gran artesonado mudéjar de par y nudillo del siglo XVI que fue restaurado a finales del siglo pasado. La utilización de este tipo de cubiertas es común como consecuencia de la influencia árabe, presente en España durante siglos. Esta techumbre, calificada como una de las mejores de la provincia, es impresionante por su longitud (mide 26,40x8,7 metros). Está decorada con seis racimos de mocárabes en su punto central y por motivos geométricos que forman estrellas (lo que ha motivado que sea llamado ‘el cielo de Macotera’) de diez puntas, rellenándose los huecos entre ellas con discos solares, conchas o flores. El artesonado está policromado y los colores usados son, únicamente, el marrón, el azul y el dorado.

#### Naves laterales
Las naves laterales terminan en capillas semicirculares:
- A la capilla del Rosario se da acceso también por un arco escarzano, iluminado por una ventana de medio punto. Está cubierta también por una bóveda de crucería, cuyos nervios forman la figura de una estrella.[5]
- A la capilla del Cristo se accede por un arco apuntado y recibe la luz por un vano muy pequeño. La capilla está cubierta por otra bóveda de crucería, cuyos nervios forman la figura de una media estrella.[5]

El resto de estas naves laterales está cubierto por dos sencillas techumbres de madera.

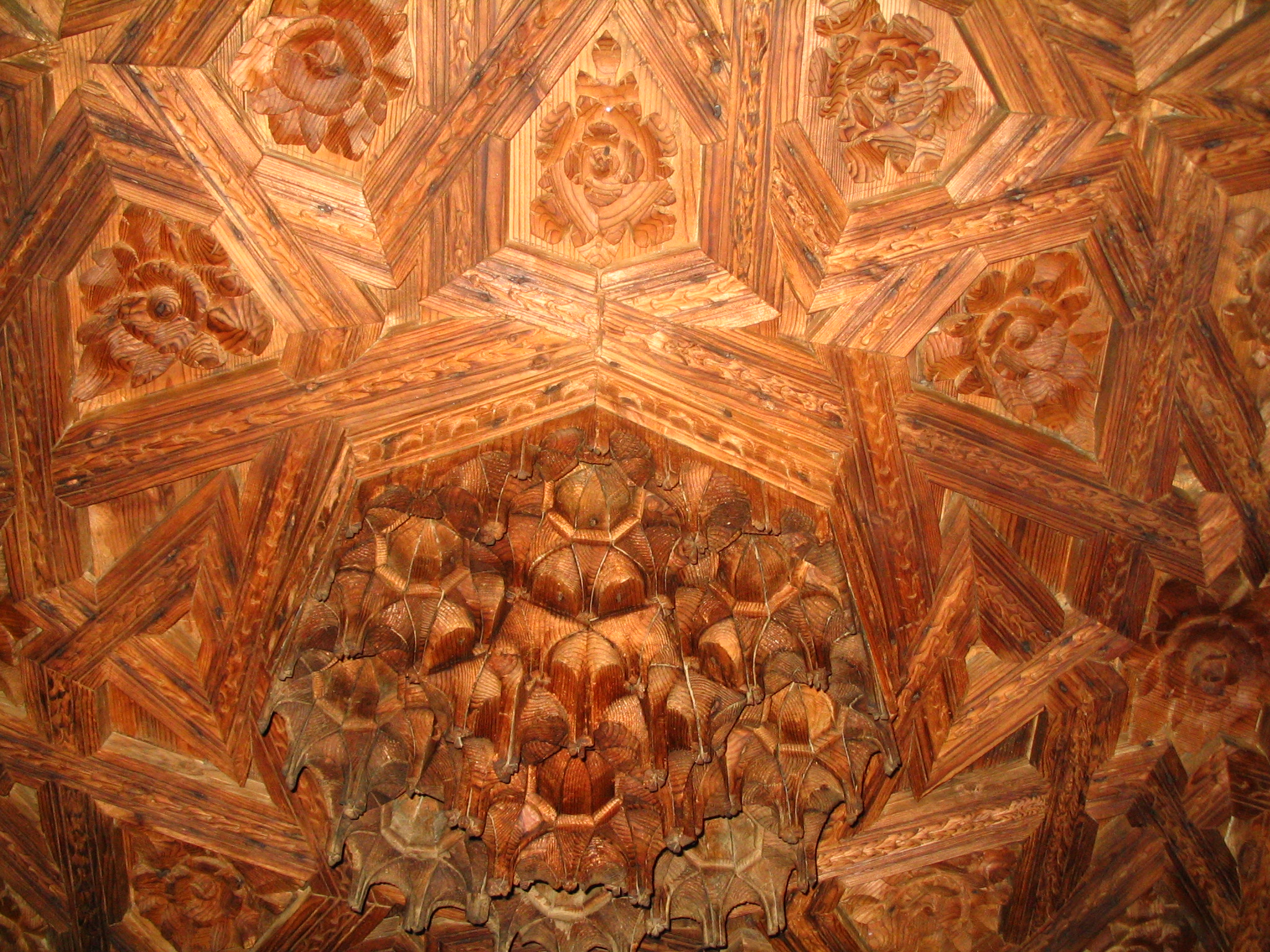
Mocárabe en el alfarje de la nave central

#### Alfarjes del sotocoro ytribuna
De gran valor son además los dos alfarjes del sotocoro que conforman un conjunto con la tribuna del coro, a los pies de la nave central (de 8,7x4,45 metros) y la de la  epístola (de 6x4,30 metros). Esta verdadera obra de arte fue tallada por Juan de Carmona, Pedro Sánchez y Sebastián García entre los años 1550 y 1553. 
Los alfarjes, de estilo mudéjar, están decorados por un conjunto de mocárabes (ocho en la parte central y cinco en el lateral), flores y formas geométricas (utilizándose una figura similar a la del artesonado). El frontal de la viga es, por su parte, renacentista: compuesto por temas clásicos, caballos, toros, putti, querubines, ángeles, calaveras, candelieri, escudos, armas, carros, mocárabes… También se utilizan motivos religiosos, siendo de destacar dos enormes bustos de Moisés y David. En el medio del tramo de la nave central se halla labrado el escudo de la Virgen del Castillo (se trata de un escudo partido, formado por un castillo y un jarrón de azucenas) y a sus lados los bustos de san Pablo (descabezado) y san Pedro. A la mediación del tramo de la  epístola destaca la figura de san Sebastián.
Estos alfarjes, junto a la viga frontal, fueron restaurados en el año 2005. En la parte de arriba del tramo central de la tribuna se sitúa el órgano, construido en el siglo XVIII, que ha estado en funcionamiento hasta hace pocas décadas y en la parte baja de la  nave de la epístola hay una enorme pila bautismal del siglo XVI labrada en piedra granítica.

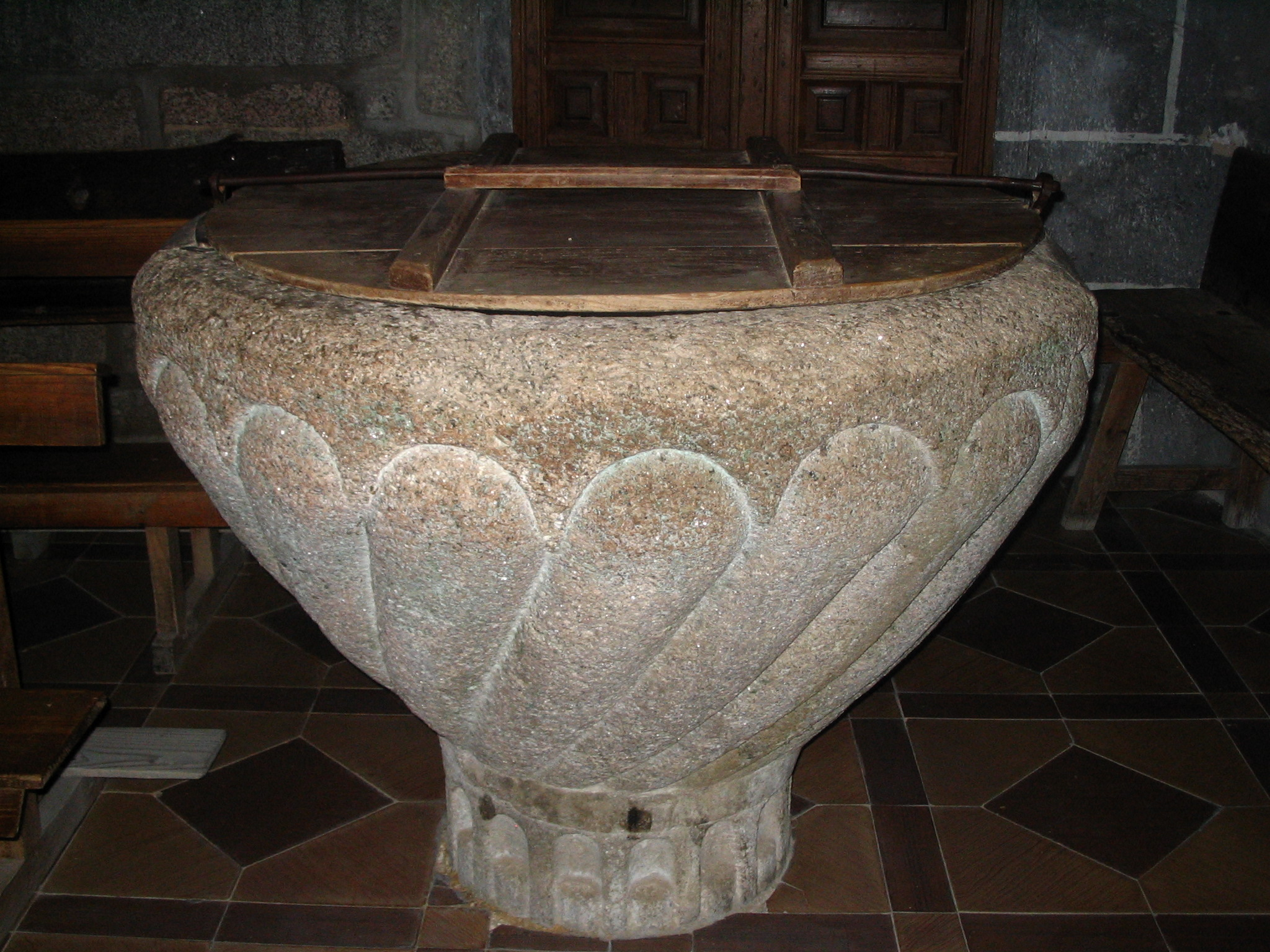
Pila bautismal

### Sacristía
A la sacristía se accede desde la capilla mayor y fue edificada en el siglo XVIII. Está construida de ladrillo (según la costumbre de la zona), si bien el zócalo y la cornisa son de piedra granítica. En la cornisa se labraron las bolas que son utilizadas en toda la construcción. El techo de la sacristía está decorado con escayola y es de gusto rococó.
Destaca en su interior una enorme cajonería de nogal y, sobre todo, una pintura del siglo XVI en una tabla como de medio metro de alta que representa a Cristo con la cruz a cuestas. Hay otros cuadros (como un relicario y un retrato que fueron donados por el Cardenal Cuesta) y también algunas tallas pequeñas que representan a san Sebastián, san Blas, santa Teresa de Jesús o la Inmaculada Concepción.

## Escultura: retablos e imaginería

### Retablo mayor
Esta iglesia ha tenido varios retablos mayores. El primero del que se tiene noticia se hubo de colocar a mediados del siglo XVI, y se retiró en 1572, año en el que se asentó otro retablo cuyos restos hoy conforman el retablo del Nazareno. Este retablo fue sustituido por el actual en 1752. Señalar, además, la existencia de unas pinturas en la pared, que se pueden admirar aún detrás del actual retablo, y que parecen ser del siglo XVI, o quizás del XVII. En ellas se distinguen a Isaías, san Jerónimo o a la Virgen.

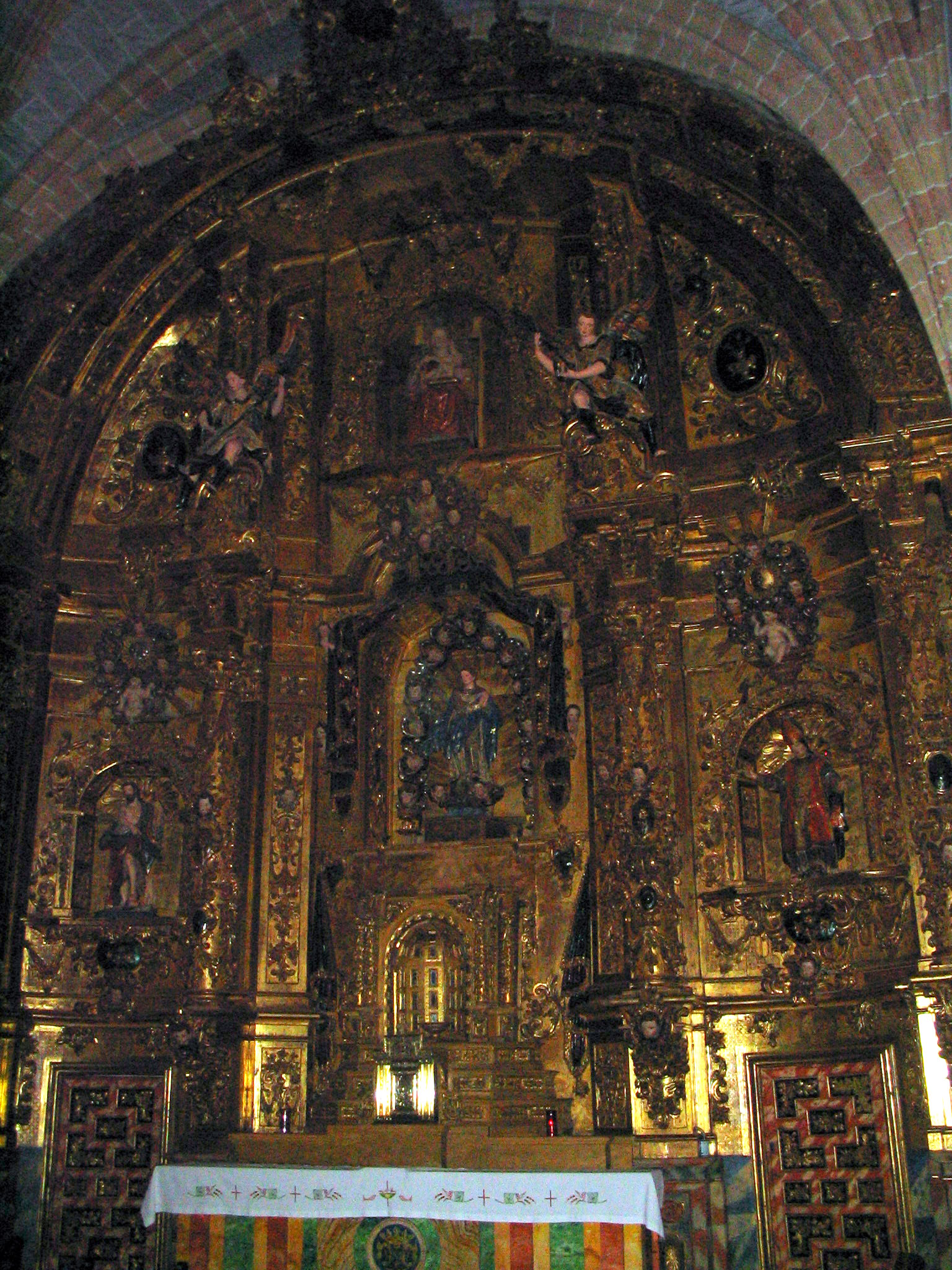
Retablo mayor

El actual retablo, de estilo barroco, hubo de ser esculpido por algún aventajado discípulo de José de Churriguera, y está dedicado por entero a la Virgen. En su parte más alta se observa el anagrama mariano y en varios lugares aparecen jarrones de azucenas y rosas, así como la representación del sol y la luna (que evoca el pasaje recogido en el capítulo 12 del Apocalipsis), todos ellos símbolos de María. Ha sido este retablo recientemente restaurado y está dividido en tres calles, separadas a su vez por cuatro columnas, encontrándose el Sagrario en el centro.
- En el ático se encuentra la Virgen del Castillo, patrona del edificio, y que es anterior al mismo. Representa a la Virgen, entronizada y coronada, sosteniendo en su regazo a su hijo que está apoyado en un cojín. A ambos lados de ésta, destacan las tallas de dos grandes ángeles.
- En el centro está la Inmaculada Concepción que fue esculpida en 1763 y costeada por el Concejo de Macotera (quien la tenía como patrona). Está sobre una peana, viste túnica y manto y con uno de sus pies, que tiene adelantado, pisa la serpiente. Como es sabido, esta advocación de la Virgen es una de las más antiguas y arraigadas en la religiosidad española. A pesar de ello, la Iglesia no procedió a su definición dogmática hasta 1854. Es de reseñar que en la redacción de la bula Ineffabilis Deus intervino de forma decisiva un macoterano, Miguel García Cuesta, ya que el Papa modificó su redacción tras la intervención del entonces arzobispo de Santiago.[23]
- En la calle izquierda reposa la imagen de san Juan Bautista. Considerado por el Cristianismo como el precursor de Cristo, su relación con la Virgen es relatada por el Evangelio en el episodio de la Visitación. Aquí es representado medio desnudo, ya que parte de su cuerpo es tapada por la característica piel de camello y con un manto. A sus pies se halla un cordero, que viene a representar a Cristo (llamado también Cordero de Dios o Agnus Dei). La talla es bastante buena, y se debió esculpir en la misma época y por el mismo autor que la vista anteriormente.
- Por último, en la calle lateral derecha del retablo se encuentra la imagen de san Ildefonso de Toledo, tallada en la misma época que las dos anteriores y, por tanto, específicamente para este retablo. Santo también relacionado de forma directa con la Virgen, fue arzobispo de Toledo y padre de la Iglesia. Uno de los episodios más conocidos de su vida es la aparición de la Virgen, que le nombró su capellán y fiel notario y le entregó una casulla con la que es representado en esta talla.

### Retablo de Nuestra Señora del Rosario

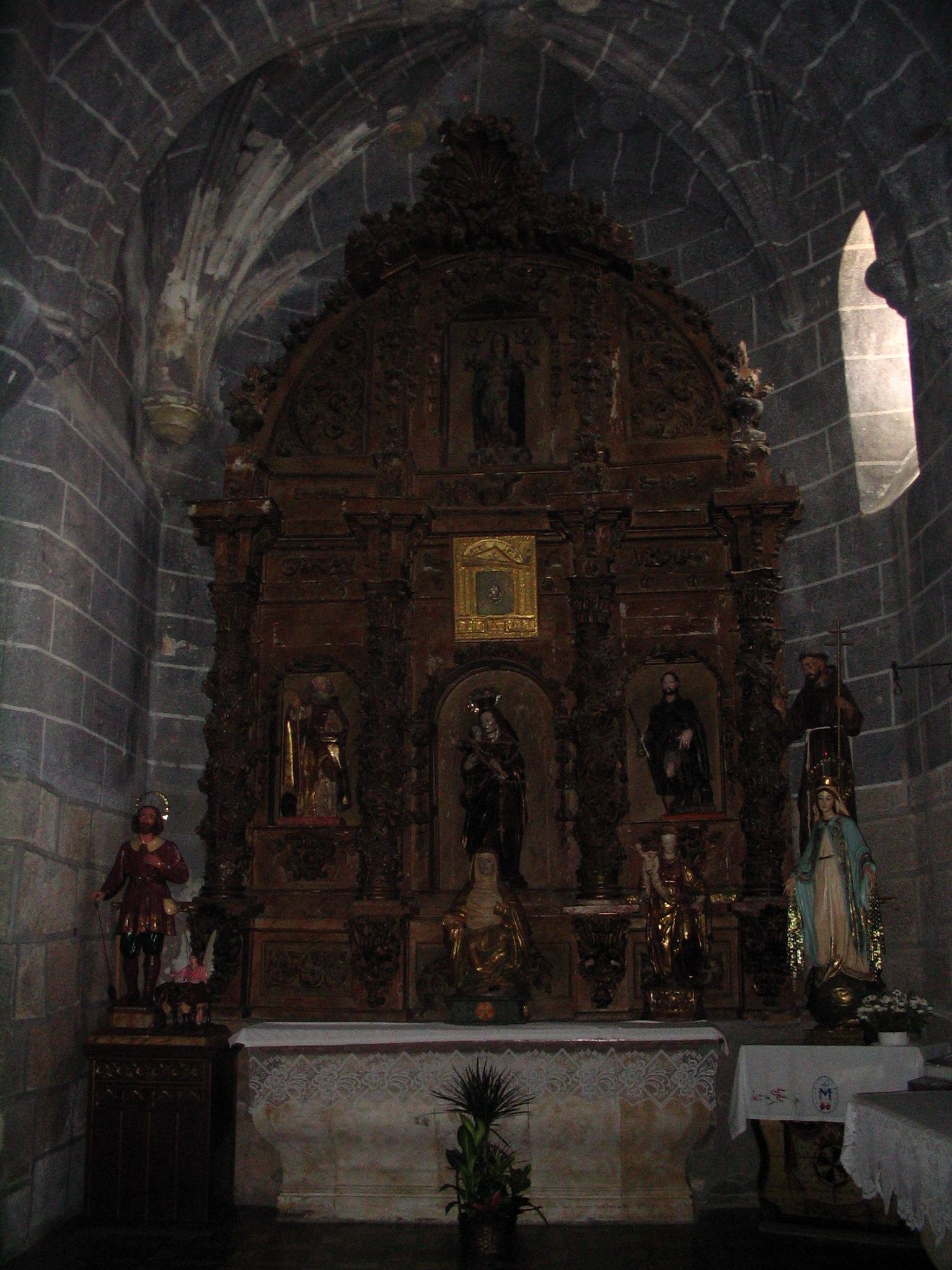
Retablo del Rosario, antes de la restauración de 2006

Situado en la capilla semicircular derecha (la del lado de la epístola), se talló en 1706 y se doró en 1716 a expensas de Pedro Blázquez Bueno, presbítero de la villa (como se puede leer en la propia inscripción del retablo). Tiene este retablo barroco, al igual que el mayor, un Sagrario en su parte central.
- En la calle central, que es más ancha que las laterales, reposa la imagen de Nuestra Señora del Rosario, también del siglo XVIII y correspondiente a la corriente artística del rococó. Es una imagen bastante buena, policromada en marrón y vestida con manto. Porta entre sus manos al niño Jesús.
- En la calle lateral izquierda se sitúa el patrón de los animales, san Antonio Abad, acompañado por el cerdo. Se trata de una talla donada en el siglo XIX por Antonio Celador. La fiesta en honor a este santo se celebra en la villa desde tiempo inmemorial, con mayordomos y con la bendición de animales (es costumbre que los animales den tres vueltas a la iglesia).
- En la calle lateral derecha se encuentra la imagen de san Roque de Montpellier, patrón de la villa. Es representado como peregrino, recoge con la mano izquierda la túnica, dejando ver su pierna llagada, y con la mano derecha sujeta el bordón. Su rostro es pálido y su barba corta y negra. Aparece además acompañado por un perro llamado según la tradición Melampo. Carece esta talla de valor artístico alguno, sin embargo, tiene gran valor sentimental entre los macoteranos (prueba de ello es que se llegó a donar una nueva imagen que representase al santo para sustituirla, pero fue rechazada por el pueblo). En su honor, cada 16 de agosto, se celebra una procesión que suele durar, al menos, seis horas, en la que no cesa ni el baile de ‘la Charrá’ ni los vivas a los patrones y a la villa, y que es precedida por la lectura de la Loa.
- Por último, en el ático, hay una imagen pequeña de Nuestra Señora de los Ángeles.

En el año 2006 fue sometido a una restauración en la que se recuperó su dorado.

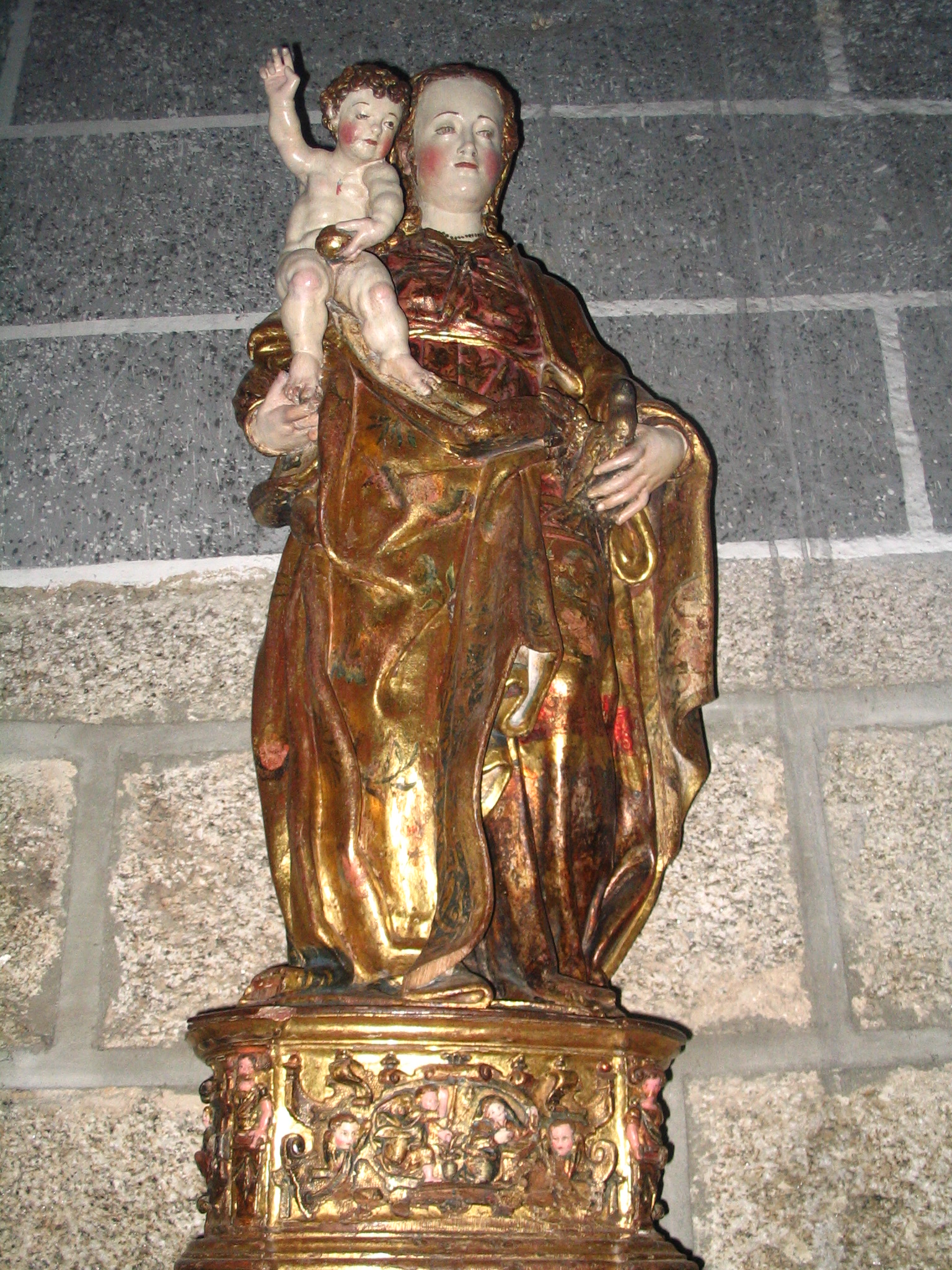
Nuestra Señora de la Purificación o de las Candelas
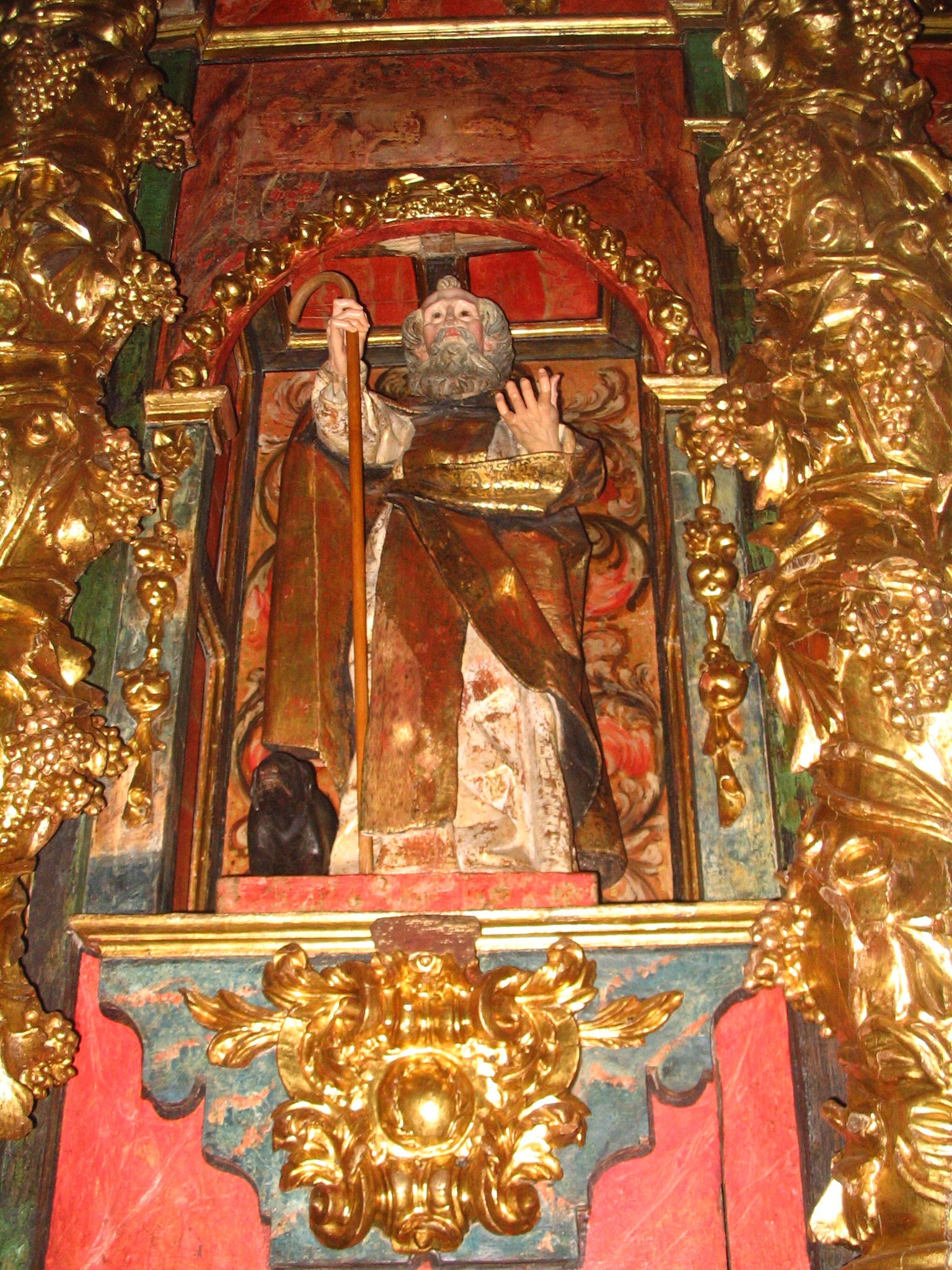
San Antón, retablo del Rosario tras la restauración
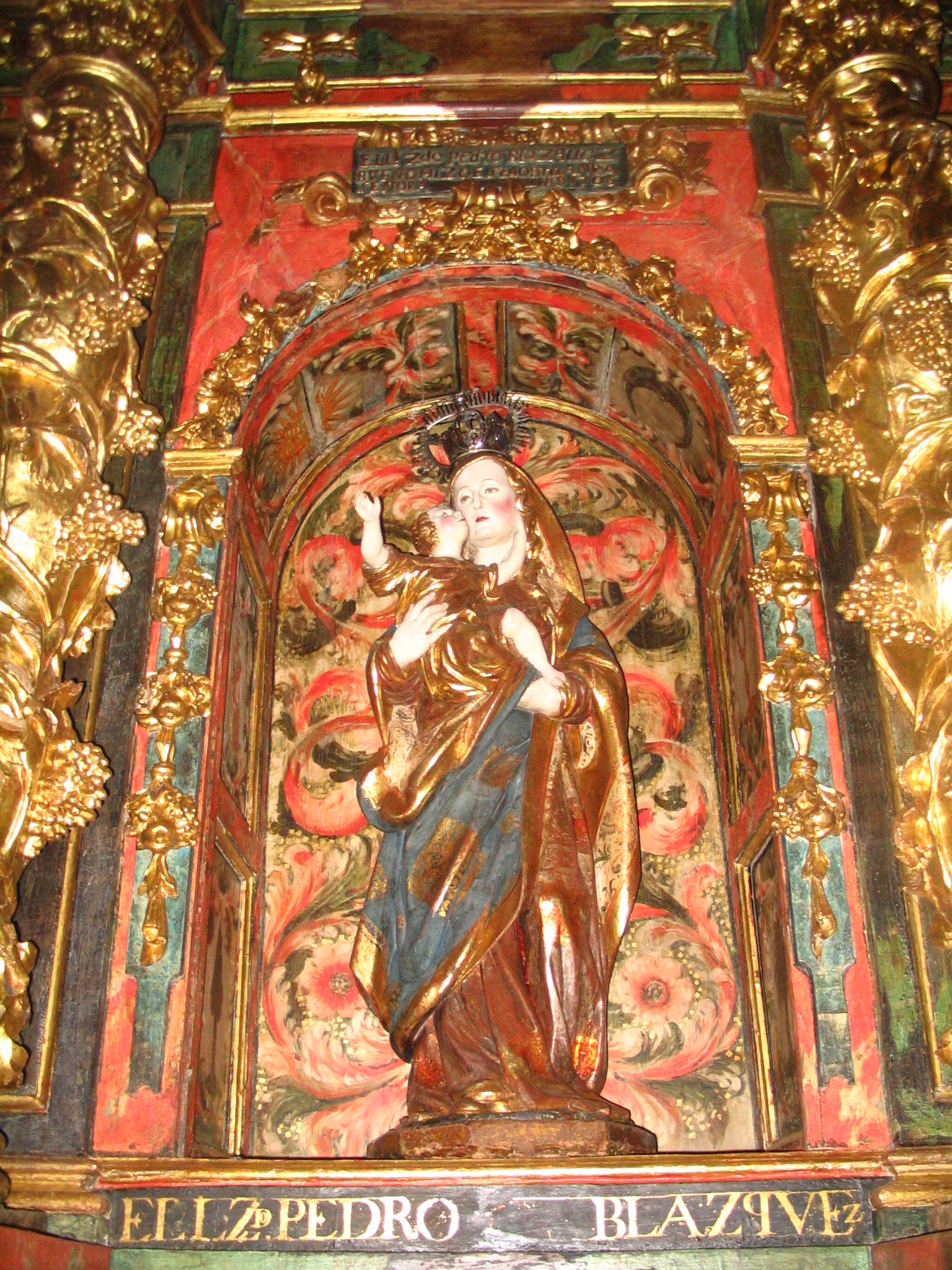
Virgen del Rosario en el retablo de su nombre tras la restauración
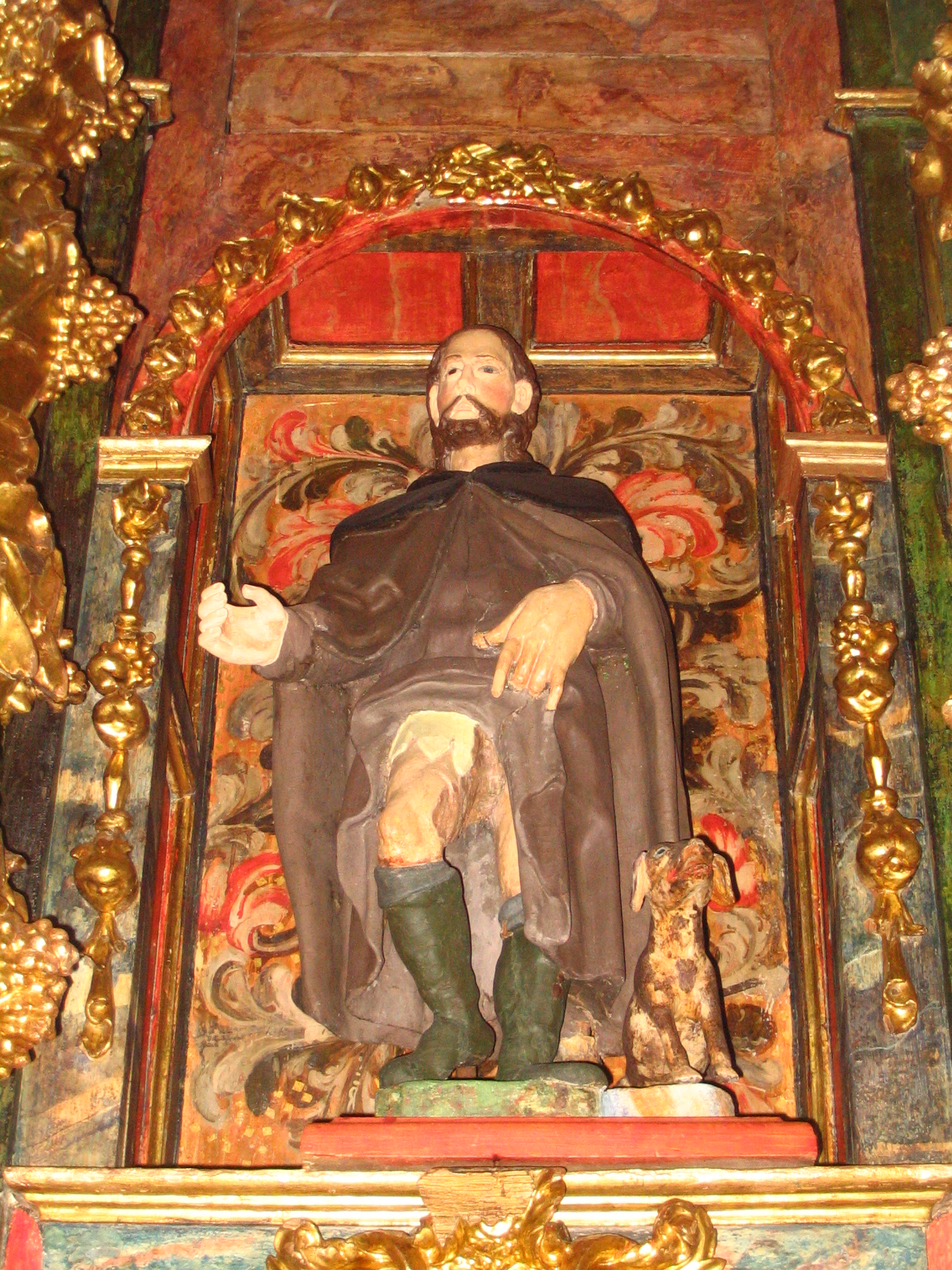
San Roque, retablo del Rosario tras la restauración
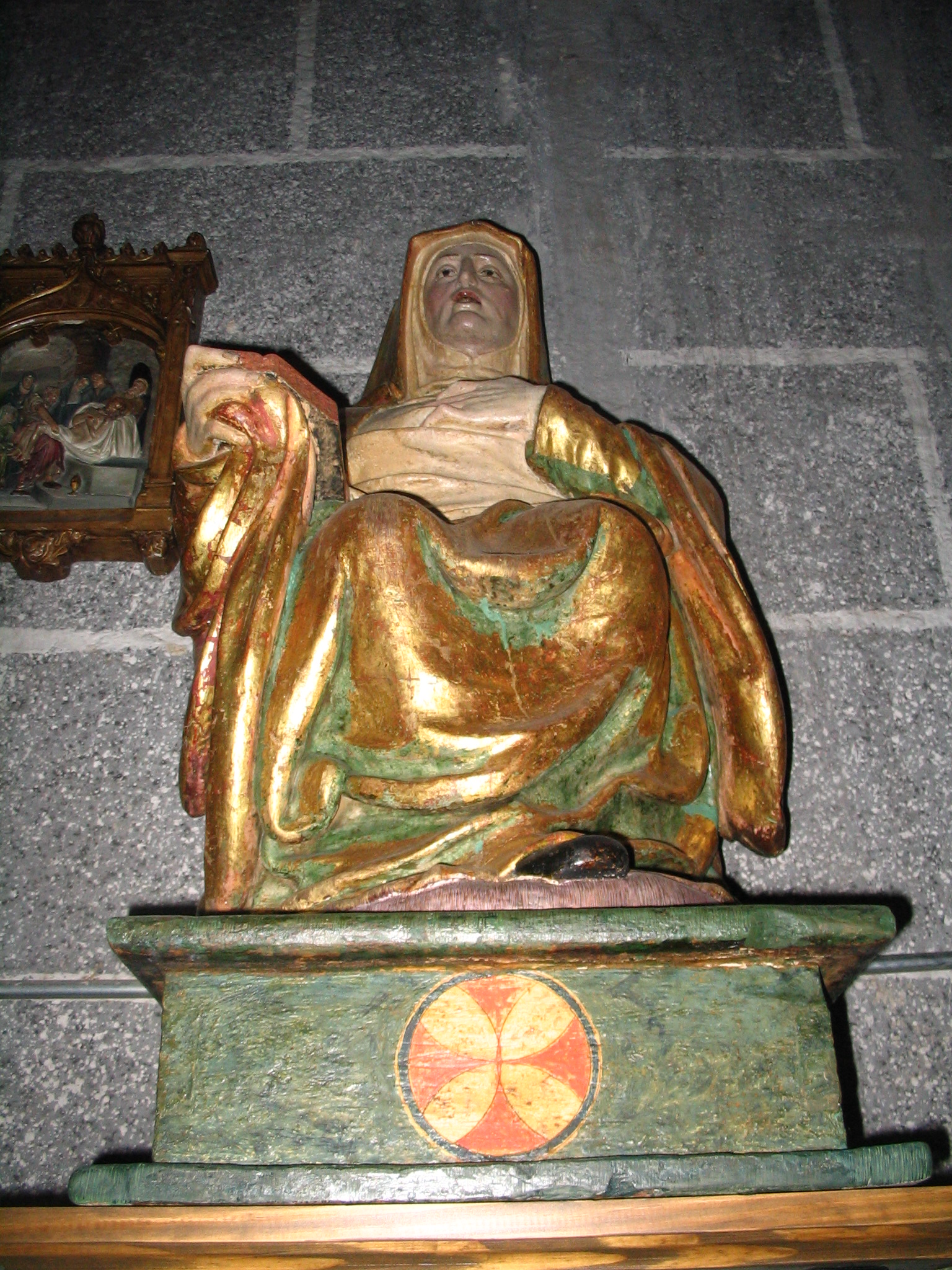
Santa Ana

### Retablo del santo Cristo de la Capilla

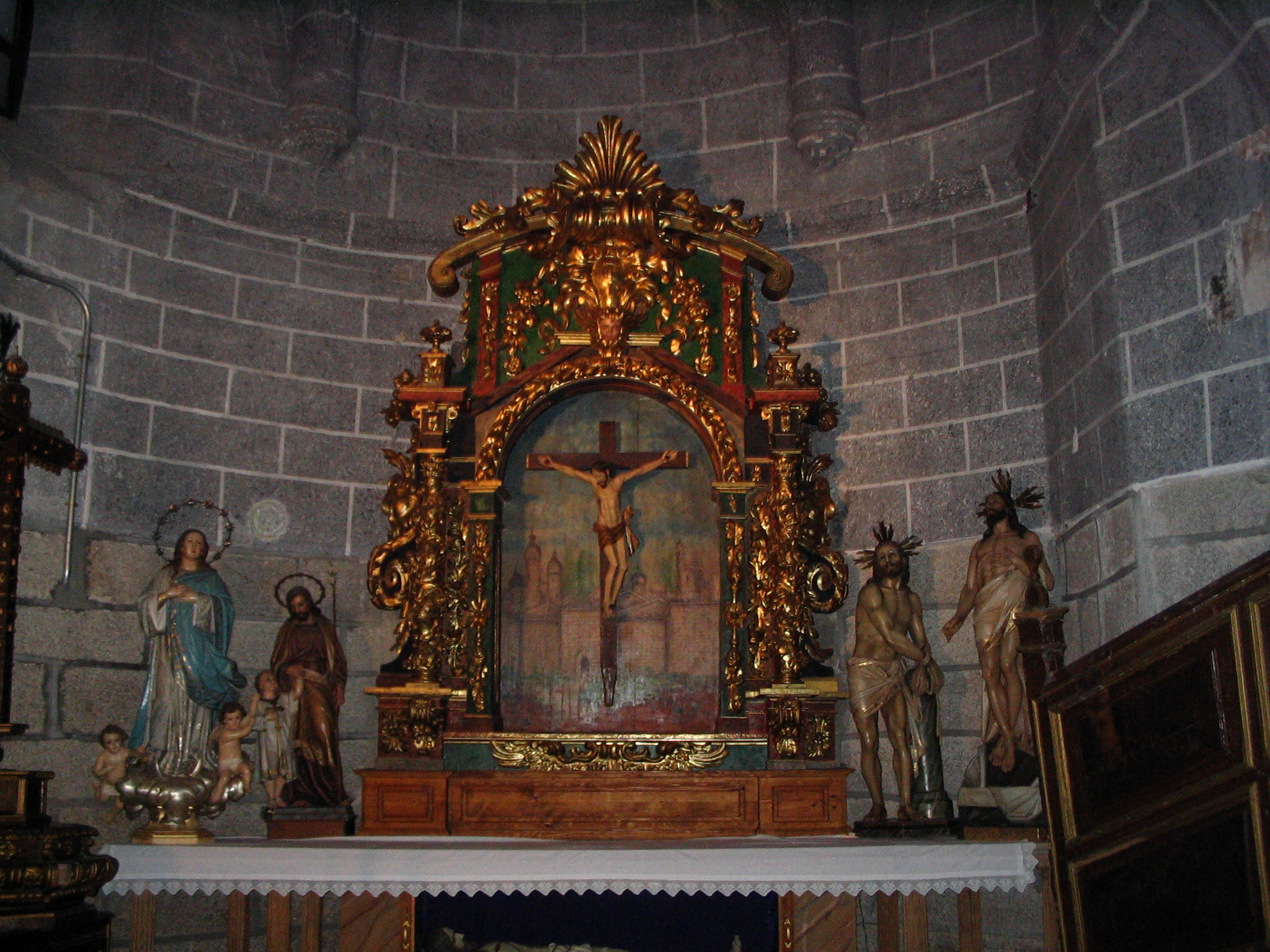
Retablo del santo Cristo, tras la restauración de 2006

Está situado en la capilla semicircular del lado del evangelio. Fue construido en 1752 por el ensamblador Juan Moreno a expensas de Antonio Bueno Gutiérrez, presbítero de la villa. Éste fue miembro de la cofradía de la Vera Cruz (fundada en el siglo XVI) e instituyó la costumbre del canto del Miserere en la ermita del Cristo de las Batallas que aún se mantiene el Viernes Santo. Se trata de un retablo barroco sencillo, siendo la imagen principal la de un Cristo renacentista.
Se utiliza este retablo durante la Semana Santa para colocar el monumento. En la última restauración del mismo, realizada en 2006, se rescató la pintura de un paisaje que representa a Jerusalén que hoy se observa tras la cruz.
A los lados de este retablo hay cinco imágenes, todas ellas modernas y de escayola, excepto la Inmaculada Concepción que es de madera policromada:
- A la izquierda se encuentra otra imagen de la Inmaculada Concepción (donada por las Hijas de María, es de reseñar que es la segunda imagen de la Virgen bajo esta advocación que hay en esta iglesia: la primera goza de posición preferente en el retablo mayor) y otra de san José.
- A la derecha se sitúan Cristo Resucitado (donado en 1950, es utilizado en tiempo de Pascua para la procesión del Encuentro; aparece cubierto con una sábana y saliendo del sepulcro, apoyado en un bastón en forma de cruz del que cuelga el sudario rojo) y Cristo Flagelado o atado a una columna (donado en 1948 por una compañía de teatro integrada por macoteranos).
- Por debajo de este retablo, en una urna, descansa la imagen de Cristo Yacente (donada en 1958). Estas dos últimas imágenes forman parte de la procesión del Santo Entierro del Viernes Santo.
- Por último, a la izquierda de todo este conjunto, hay una talla de madera que representa una cruz desnuda (que era utilizada durante la desaparecida fiesta de la Cruz de Mayo) y que está policromada con dos colores, el dorado y el marrón.

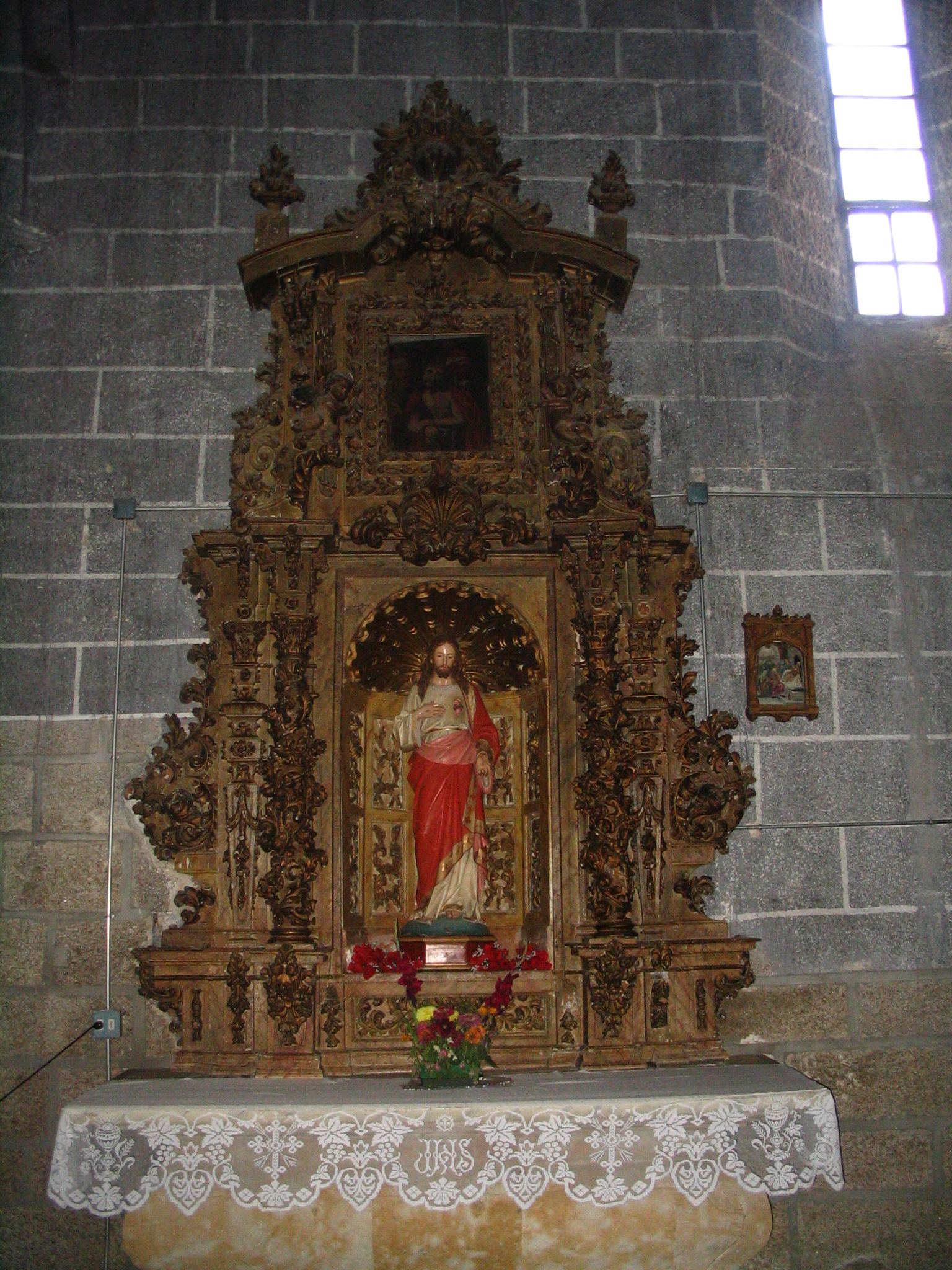
Retablo del Corazón de Jesús, antes de la restauración de 2015

### Retablo del Corazón de Jesús
Está adosado al muro de la nave lateral derecha. Se trata de un retablo barroco del que no se conoce la fecha de su composición y que ha sido restaurado en el año 2015. Dedicado a la Pasión, en lo más alto del retablo se observan los tres clavos característicos y, además, en el ático hay un lienzo oscuro en el que se representa al Ecce Homo y otras dos personas. Destacan las figuras de dos ángeles, talladas a ambos lados de este lienzo, al que señalan.
La imagen del retablo, moderna, es de escayola y representa al Corazón de Jesús. Se fijó en el retablo en 1938. Dicha advocación gozó de gran aceptación entre los macoteranos; pocos años después, en 1949, se erigió en el cerro donde está recostada la población, un monumento también dedicado al Corazón de Jesús. Actualmente, se celebra todos los años su fiesta con mayordomía y procesión por las calles de la villa.
Al lado izquierdo de este retablo hay una magnífica talla renacentista, de la primera mitad del siglo XVI, que representa a Nuestra Señora de la Purificación. Talla llena de majestuosidad y belleza, sostiene con la mano derecha al niño Jesús (que a su vez porta en su mano izquierda la bola del mundo y la derecha la levanta en señal de bendecir) y con la otra una tórtola. Es de destacar la preciosa peana donde la imagen está apoyada. Popularmente esta imagen es llamada de la Virgen de las Candelas, por ser la utilizada durante la fiesta del 2 de febrero, cuando es costumbre que los padres presenten a la comunidad a los hijos nacidos durante el año, emulando así la presentación de Jesús en el templo.
Al lado derecho se sitúa una talla de santa Ana, de estilo renacentista y proveniente de la ermita de su nombre, que se hallaba situada en el lugar que hoy ocupa el Centro Cultural del mismo nombre en medio de la plaza de Santa Ana. Sin duda, esta ermita sirvió de iglesia parroquial de la población antes de la construcción de la iglesia dedicada a Nuestra Señora del Castillo. Santa Ana aparece en este caso representada como mujer madura, sentada y cubierta con túnica y toca. Con la mano derecha sujeta un libro y la izquierda la tiene apoyada en el pecho.

### Retablo del Nazareno

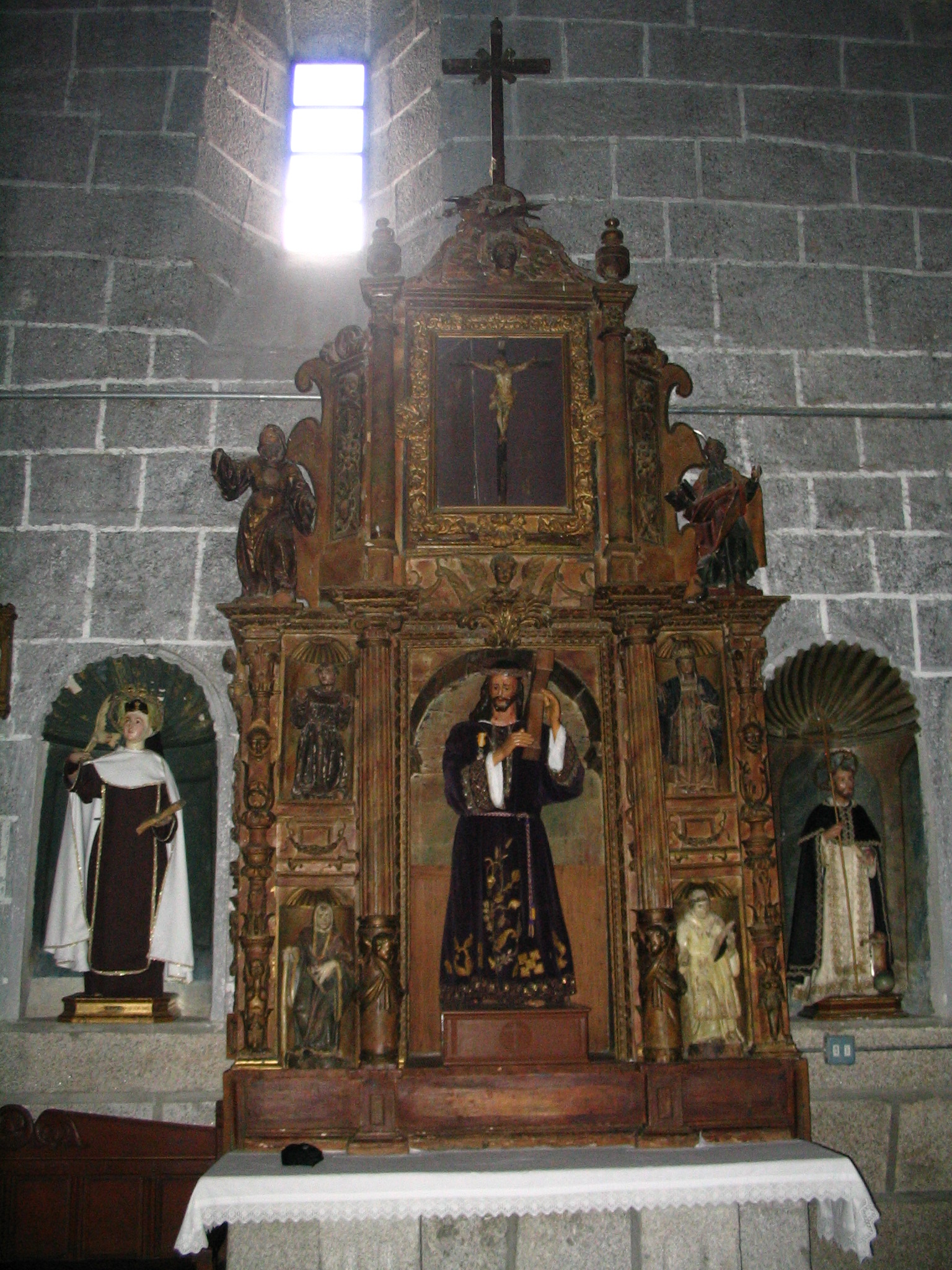
Retablo del Nazareno antes de la restauración de 2016

Está en la pared de la nave lateral izquierda. Fue construido en 1860, aprovechando tablas de un retablo renacentista del siglo XVI, que fue retablo mayor de esta misma iglesia y, posteriormente, fue dedicado a Nuestra Señora de la Esperanza. Ha sido restaurado por la parroquia en el año 2016, recuperándose su policromía.
La imagen principal de este retablo representa a Jesús con la cruz a cuestas. Se trata de una imagen de vestir, de escaso valor artístico, y que fue tallada en 1858 por el párroco de la villa, Remigio Sánchez. Sale todos los años entre las imágenes de la procesión del Santo Entierro, el Viernes Santo.
El retablo está formado por una pequeña predela, un gran cuerpo central y un ático. Las calles del cuerpo central están separadas por cuatro columnas decoradas con motivos renacentistas. La imagen del Nazareno está colocada en la calle del medio del cuerpo central, que está flanqueada por dos columnas corintias de fuste liso con cabezas de ángeles talladas en su basa. En las calles laterales hay cuatro hornacinas aveneradas que acogen las tallas de san Francisco de Asís, santa Isabel de Portugal, san Benito y San Esteban.
Del ático cuelga un crucifijo bajo el que existe una pintura de Jerusalén recuperada en la última restauración y que está enmarcada por una moldura barroca. A sus lados destacan las tallas de san Marcos y san Francisco de Paula. Por encima corona el retablo una gloria y una cruz.
A la izquierda de este retablo hay una imagen de escayola que representa a san Isidro Labrador y fue donada por el Sindicato Católico (hoy Cooperativa Agrícola San Isidro). Es representado vestido como labrador medieval, con la mano derecha sujeta una pala y la izquierda la tiene apoyada en el pecho. A sus pies aparece una yunta de bueyes dirigida por el ángel. A su lado, en una hornacina abierta en la pared, se encuentra una imagen, moderna y de vestir, de santa Teresa de Jesús, representada como doctora de la Iglesia. A la derecha del retablo señalado, se sitúa otra imagen de santo Domingo de Guzmán, con las vestimentas propias de los Dominicos, portando la cruz patriarcal como bastón y acompañado por un perro.

### Otros elementos
En la pared derecha del templo hay un pequeño retablo neogótico dedicado a la Virgen del Perpetuo Socorro y, a su lado, la imagen del Cristo de los Misereres (antes colgada en el retablo del Santo Cristo de la Capilla).
En el tramo trasero de la pared izquierda hay un Cristo crucificado de escayola de tamaño natural y al lado del cancel cuelga el Cristo de los Entierros.
Tanto en la pared izquierda como en la derecha de la iglesia hay una serie de cuadros en relieve que representan las estaciones del Vía Crucis. Destacar, además, la existencia de cuatro confesionarios, siendo modernos, excepto el colocado en la parte trasera de la nave del evangelio.